# Česko na Letních olympijských hrách 2012

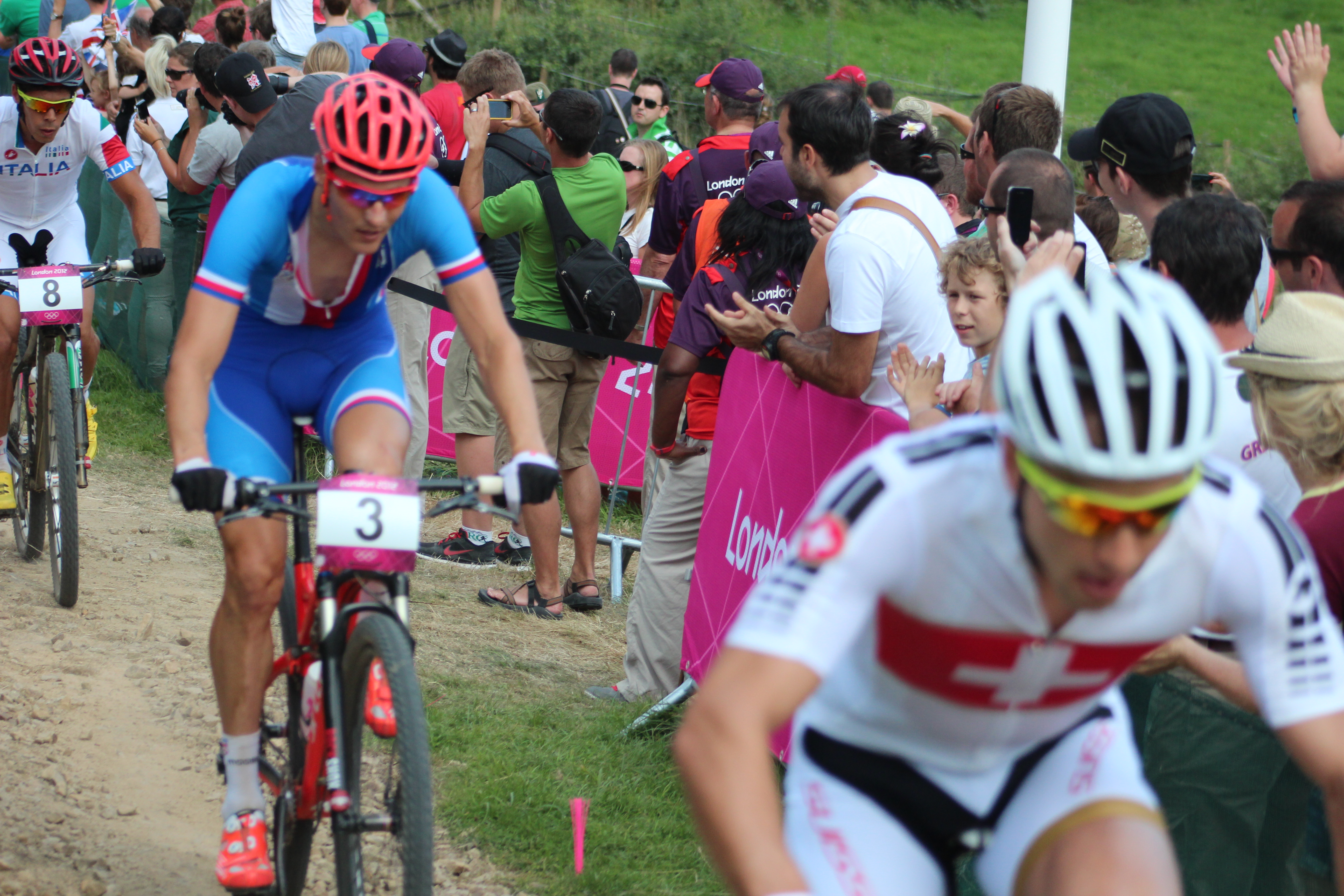
Jaroslav Kulhavý (v modrém) na trati cross country závodu horských kol, ve kterém se stal olympijským vítězem

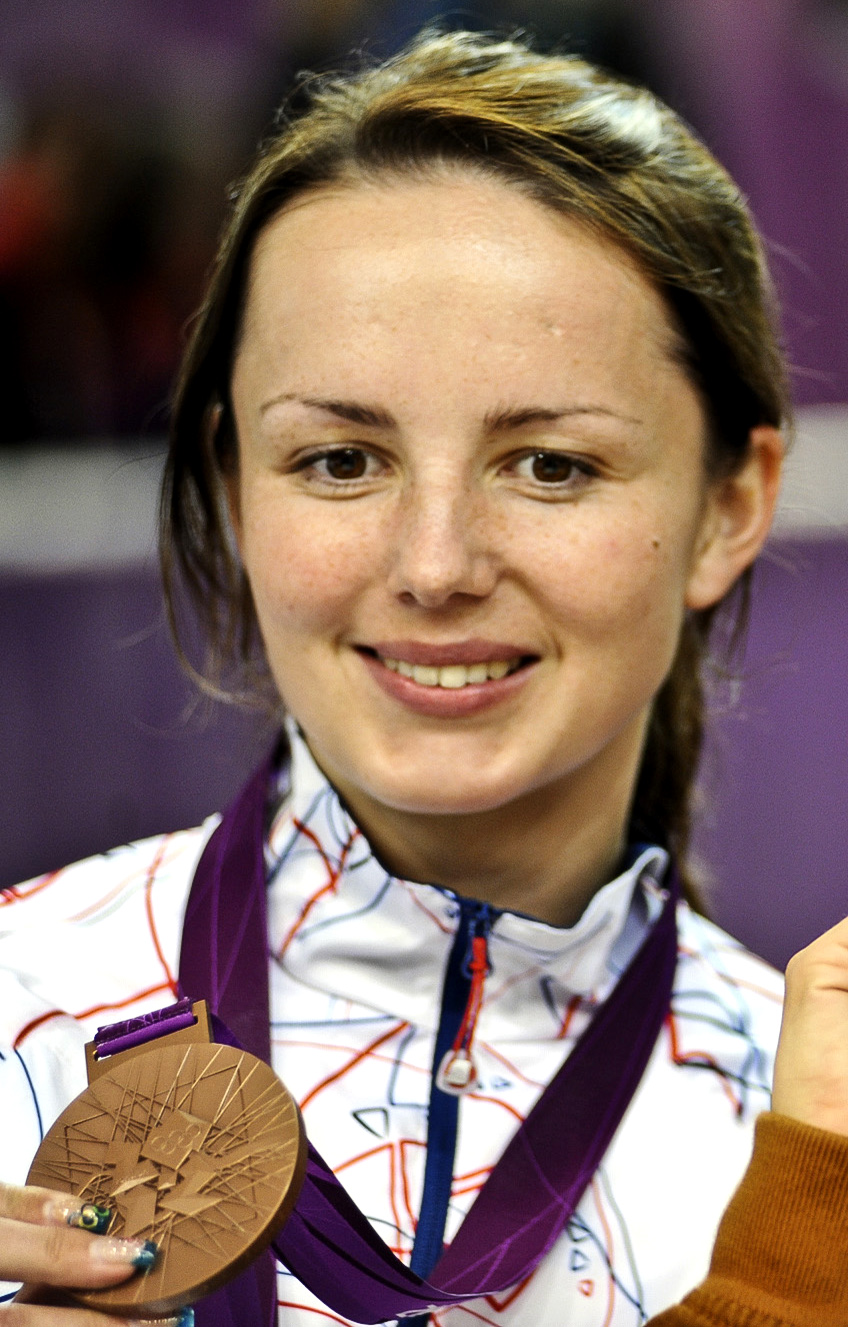
Bronzová medailistka Adéla Sýkorová ze soutěže střelba malorážkou na 3 × 20 ran

Česko na Letních olympijských hrách v roce 2012 v Londýně reprezentovali sportovci, kteří splnili kvalifikační kritéria, nebo získali pozvání od Mezinárodního olympijského výboru či příslušných sportovních federací. Vedoucím výpravy byl místopředseda Českého olympijského výboru František Dvořák. Nominačním plénum Českého olympijského výboru, které proběhlo 28. června 2012, schválilo nominaci 118 českých olympioniků. Den poté si účast na olympiádě, v kvalifikačním turnaji v turecké Ankaře, vybojovaly i české basketbalistky. Představovaly tak jediný český tým v kolektivních soutěžích. Konečný počet českých olympioniků dosáhl hranice 133 osob, z toho závodilo 68 mužů a 65 žen. Nejstarším sportovcem výpravy byl 48letý jachtař Michael Maier, nejmladším pak 17letý plavec Jan Micka. Na hrách se představili také čeští rozhodčí. Na regulérní průběh soutěží jich dohlíželo 26.
Nejpočetnější skupinou, která Česko reprezentovala, se stali atleti, kterých na hry odcestovalo 29. Následovali basketbalistky a veslaři s 12 a kanoisté s 11 nominovanými.
Již na své šesté olympijské hry zavítala kajakářka Štěpánka Hilgertová, nechyběli ani obhájci zlatých medailí z Pekingu, Barbora Špotáková, Kateřina Emmons a David Kostelecký. Překvapením naopak byla nominace boxera Zdeňka Chládka, který se zúčastnil díky divoké kartě, kterou obdržel jakožto nejlepší Evropan ve své váhové kategorii, jenž se nenominoval na mistrovství světa v Ázerbájdžánu.
Jistou účast měla tenistka, deblová specialistka, Květa Peschkeová. Ta však na okruhu stabilně nastupovala ve dvojici se Slovinkou Katarinou Srebotnikovou. Na olympiádě by musela vytvořit pár s jinou českou tenistkou. Svého místa se tak vzdala ve prospěch sehrané dvojice Andrea Hlaváčková, Lucie Hradecká, která pro Česko vybojovala jedinou tenisovou medaili z travnatých dvorců All England Clubu.
V důsledku pozitivního dopingového nálezu byla z nominace vyřazena bikrosařka Jana Horáková. Mezinárodní cyklistická unie UCI jí zastavila činnost kvůli pozitivnímu testu na clenbuterol po MS horských kol 2011.
Dopingová aféra zasáhla i posádku čtyřkajaku. Nejzkušenější člen posádky Jan Štěrba měl v květnu 2012 na olympijské kvalifikaci v Poznani pozitivní test na beta‑methylfenetylamin. Tento stimulant není na oficiálním seznamu zakázaných látek, nesmí se však užít v den závodu, čehož si Štěrba nebyl vědom. Mezinárodní veslařská federace ICF jej původně potrestala šestiměsíčním zákazem startu, což vylučovalo jeho start v Londýně. Místo něj tak byl nominován Pavel Davídek. Štěrba však uspěl s odvoláním u Arbitrážní komise ICF a byl dodatečně nominován místo Davídka. Rozhodnutí arbitráže nakonec jakožto nejvyšší instance potvrdil i Sportovní arbitrážní soud CAS na svém zasedání přímo v Londýně. Čtyřkajak se Štěrbou v sestavě nakonec vybojoval bronzovou medaili.
Česko na londýnských hrách získalo celkem deset medailí, po jedenácti olympijských kovech z Atlanty 1996 druhý nejvyšší počet v historii (od rozpadu Československa). Umístilo se tak v medailovém pořadí zúčastněných zemí na konečném 19. místě. Čtyři sportovci se stali olympijskými vítězi. Jedenáctá medaile pak přibyla dodatečně, o čtyři roky později, když po analýze uložených vzorků novými metodami byl odhalen doping u stříbrného ukrajinského oštěpaře Oleksandra Pjatnycji a po úpravě výsledků se tak bronzové medaile dočkal český závodník Vítězslav Veselý, v původních výsledcích čtvrtý.

## Český olympijský dům

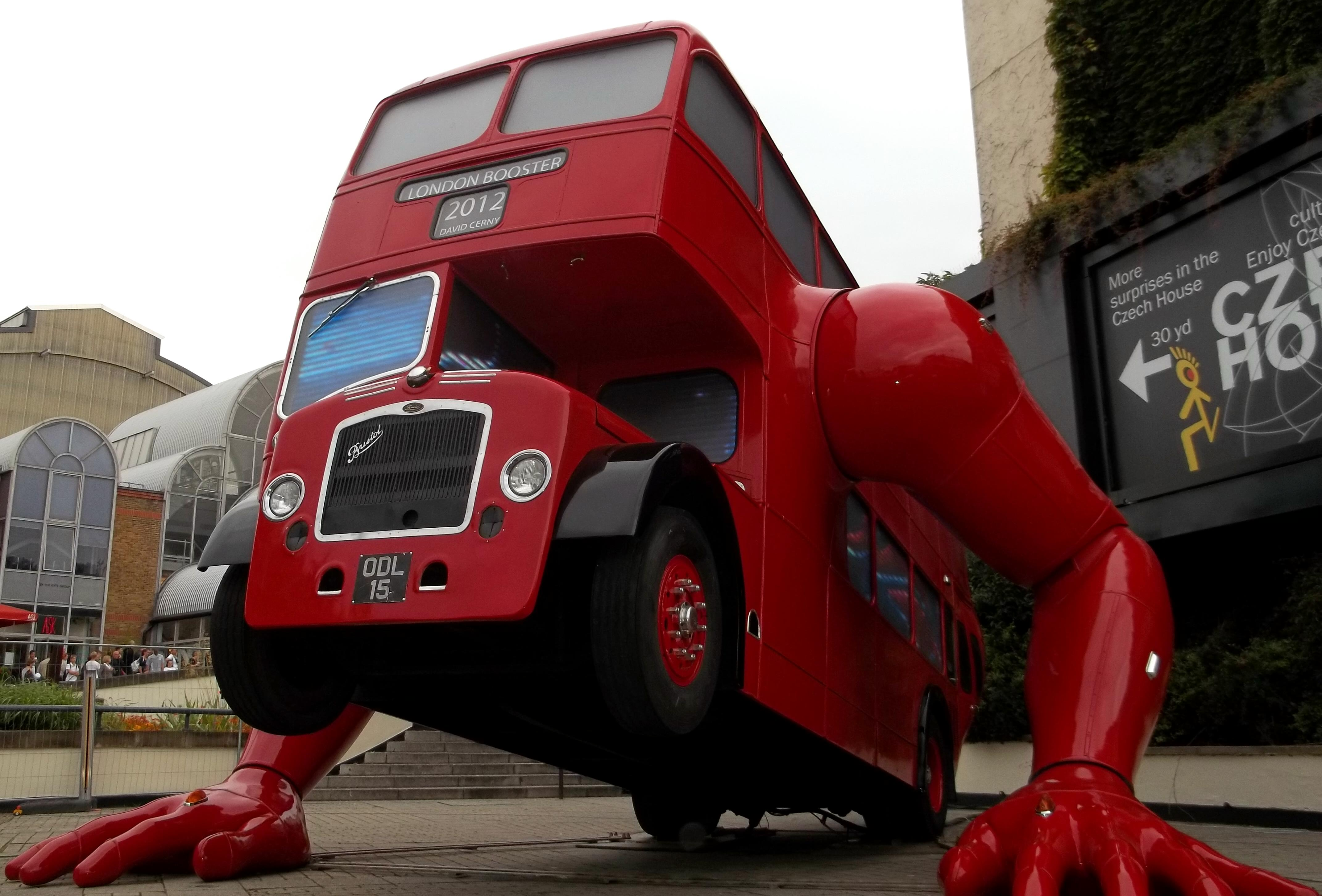
Pohyblivá plastika London Booster od Davida Černého před Českým domem v Islingtonu

Česká výprava měla v Londýně k dispozici i svůj vlastní propagační „dům“, zřízený v prostorách veletržního paláce Business Design Centre ve čtvrti Islington. Zatímco na předchozích olympiádách sloužila dočasná střediska pouze úzkému okruhu výpravy a VIP hostům, londýnský Český dům byl jako první koncipován pro širokou veřejnost a vyplněn rozsáhlým kulturním programem. Zde se scházeli čeští sportovci, fanoušci, ale i ostatní obyvatelé a návštěvníci Londýna.
Podobné propagační základny měly i některé ostatní národní olympijské výpravy (celkem zhruba tři desítky), Český dům ale patřil podle médií mezi nejpřitažlivější; kupř. zpravodajská agentura AP mu ve svém stručném srovnání obdobných zařízení přiřkla pomyslnou „zlatou medaili“. Za necelé tři týdny provozu prošlo Českým domem 78 700 návštěvníků. Nejvíce – 6700 – jich přišlo v sobotu 4. srpna, kdy Česko slavilo zlato veslařky Miroslavy Knapkové a bronz střelkyně Adély Sýkorové.

## Mediální pokrytí
Londýnské Hry XXX. olympiády v České republice kontinuálně přenášely dva programy veřejnoprávní televize ČT2, ČT4 v HD kvalitě a osm ryze internetových kanálů. Převážnou část programu moderátoři ČT uváděli přímo z prostor Českého domu v Londýně. Český rozhlas 1 Radiožurnál informoval o dění v pravidelných přímých vstupech a reportážích.

## Medailové pozice
| Medaile | Jméno                                             | Sport                     | Disciplína                                       |
| ------- | ------------------------------------------------- | ------------------------- | ------------------------------------------------ |
| Zlato   | Miroslava Knapková                                | Veslování                 | Ženy skif                                        |
| Zlato   | Barbora Špotáková                                 | Atletika                  | Ženy hod oštěpem                                 |
| Zlato   | David Svoboda                                     | Moderní pětiboj           | Muži moderní pětiboj                             |
| Zlato   | Jaroslav Kulhavý                                  | Cyklistika                | Muži horská kola                                 |
| Stříbro | Vavřinec Hradilek                                 | Kanoistika (vodní slalom) | Muži vodní slalom K1                             |
| Stříbro | Ondřej Synek                                      | Veslování                 | Muži skif                                        |
| Stříbro | Andrea Hlaváčková Lucie Hradecká                  | Tenis                     | Ženy ženská čtyřhra                              |
| Stříbro | Zuzana Hejnová                                    | Atletika                  | Ženy 400 metrů překážek                          |
| Bronz   | Adéla Sýkorová                                    | Sportovní střelba         | Ženy 50 m malorážka na 3 × 20 ran polohový závod |
| Bronz   | Jan Štěrba Josef Dostál Daniel Havel Lukáš Trefil | Kanoistika (rychlostní)   | Muži K4 1000 m                                   |
| Bronz   | Vítězslav Veselý                                  | Atletika                  | Muži hod oštěpem                                 |

Mezi zajímavosti z českého pohledu patří i to, že první dvě zlaté olympijské medaile pro Českou republiku získaly dvě ženy (Miroslava Knapková a Barbora Špotáková) naprosto suverénním způsobem, oběma ženám bylo v té době 31 let. Další dvě zlaté olympijské medaile vyhráli dva muži (David Svoboda a Jaroslav Kulhavý) v předposlední a poslední den olympijských soutěží, oběma bylo v té době 27 let a oba museli o první místo bojovat až do posledního kola své soutěže, kdy těsně předstihli své soupeře.
Vítězslav Veselý získal svou medaili až po čtyřech letech na olympiádě v Riu, protože Ukrajinec Oleksandr Pjatnycja byl diskvalifikován za doping.

## Přehled sportovců
Počet českých sportovců startujících v jednotlivých olympijských sportech.
| Sport                   | Muži | Ženy | Celkem |
| ----------------------- | ---- | ---- | ------ |
| Atletika                | 14   | 17   | 31     |
| Badminton               | 1    | 1    | 2      |
| Basketbal               | 0    | 12   | 12     |
| Box                     | 1    | 0    | 1      |
| Cyklistika              | 7    | 3    | 10     |
| Gymnastika              | 1    | 2    | 3      |
| Jachting                | 3    | 1    | 4      |
| Judo                    | 3    | 0    | 3      |
| Kanoistika              | 10   | 1    | 11     |
| Moderní pětiboj         | 2    | 1    | 3      |
| Plavání                 | 2    | 5    | 7      |
| Stolní tenis            | 0    | 2    | 2      |
| Sportovní střelba       | 7    | 3    | 10     |
| Synchronizované plavání | 0    | 2    | 2      |
| Tenis                   | 2    | 6    | 8      |
| Triatlon                | 2    | 2    | 4      |
| Veslování               | 9    | 3    | 12     |
| Volejbal                | 2    | 4    | 6      |
| Vzpírání                | 1    | 0    | 1      |
| Zápas                   | 1    | 0    | 1      |
| Celkem                  | 68   | 65   | 133    |

## Jednotlivé sporty

### Lehká atletika

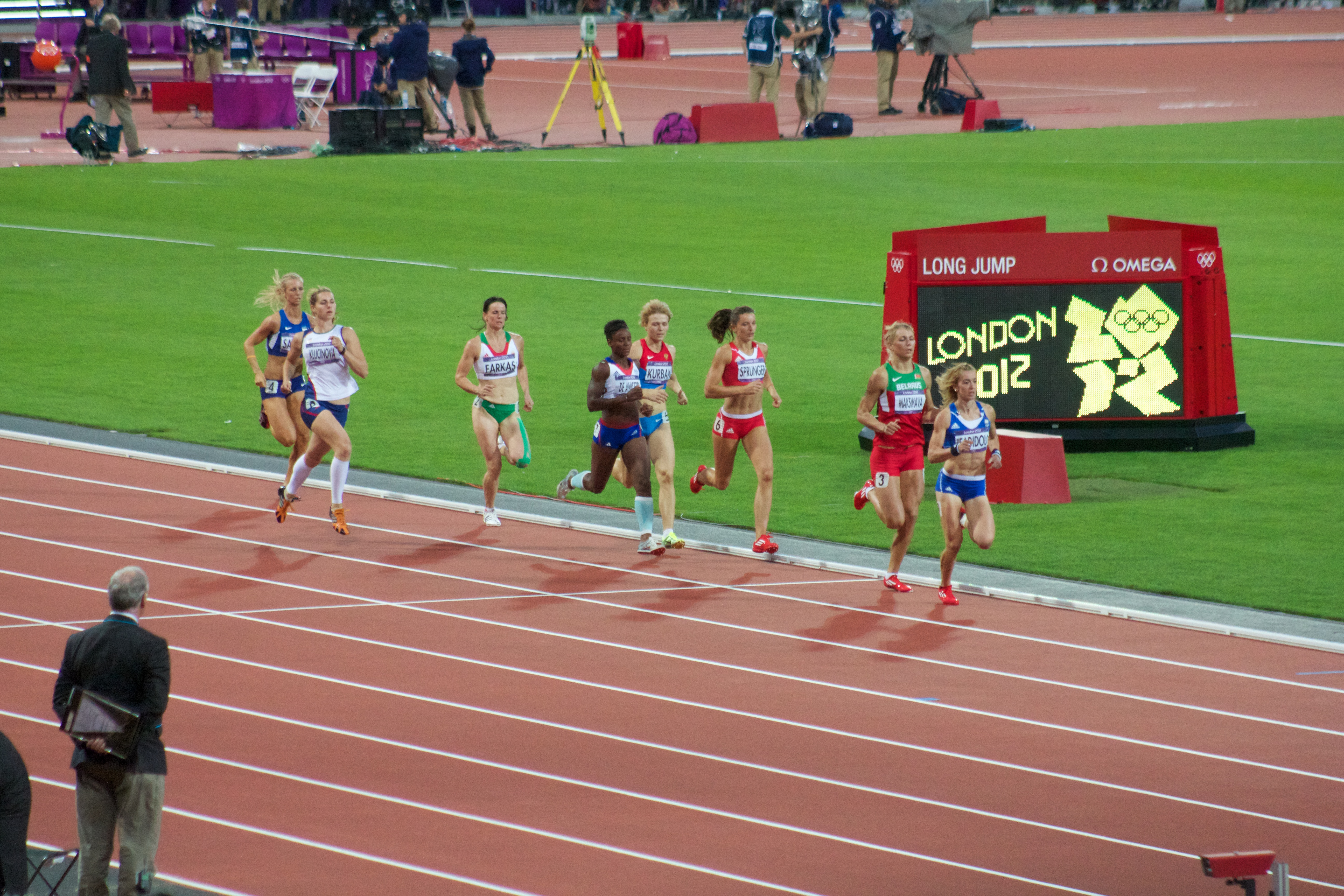
Sedmibojařka Eliška Klučinová (druhá zleva) při závěrečném běhu na 800 m

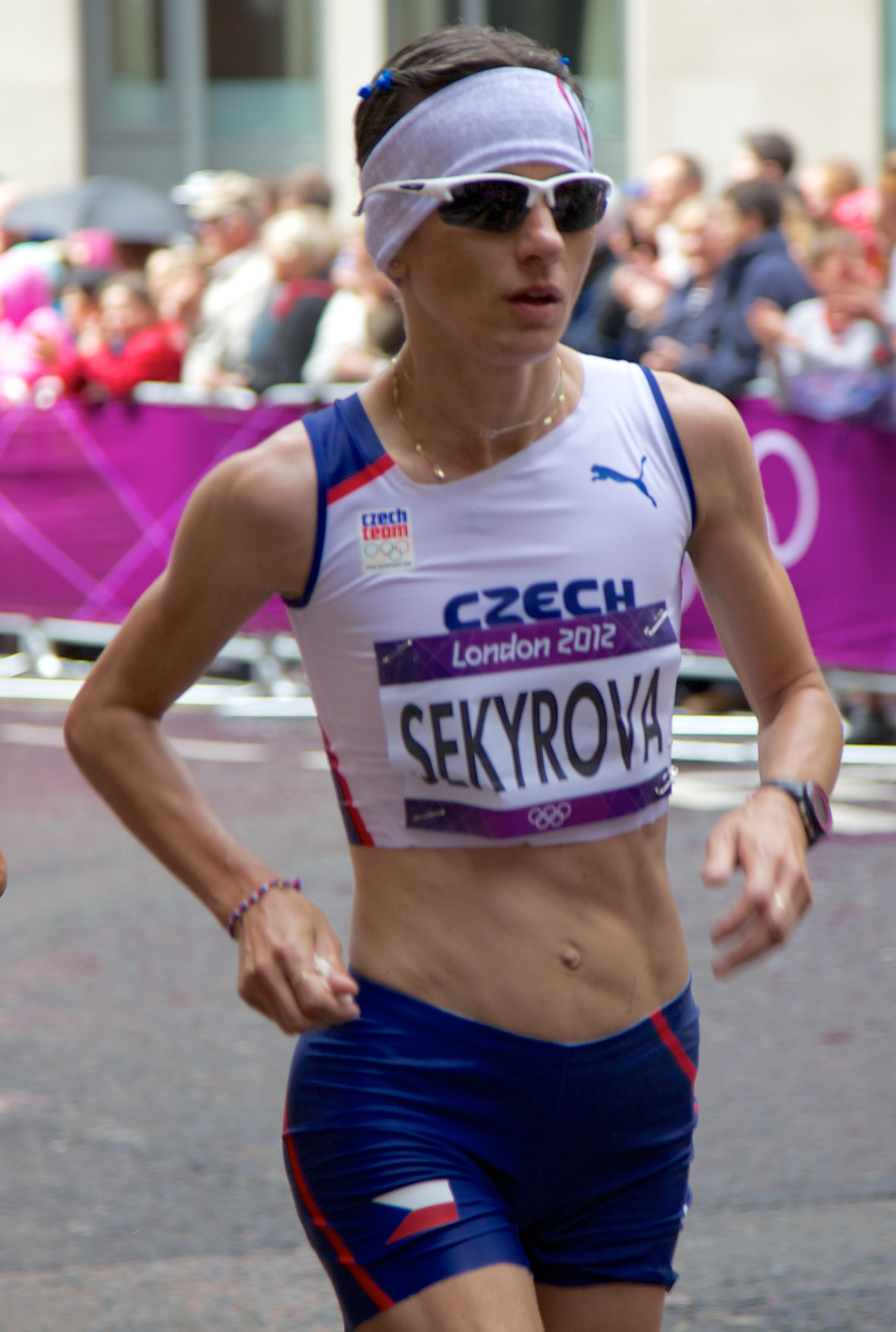
Ivana Sekyrová na trati maratonského běhu

#### Muži
Běhy
| Atlet          | Disciplína  | Rozběh     | Rozběh | Semifinále | Semifinále | Finále  | Finále | Celkově |
| Atlet          | Disciplína  | Čas        | Pořadí | Čas        | Pořadí     | Čas     | Pořadí | Celkově |
| -------------- | ----------- | ---------- | ------ | ---------- | ---------- | ------- | ------ | ------- |
| Pavel Maslák   | 200 m       | 20,67      | 4.     | –          | –          | –       | –      | 25.     |
| Pavel Maslák   | 400 m       | 44,91 (NR) | 2.     | 45,15      | 5.         | –       | –      | 12.     |
| Jakub Holuša   | 800 m       | 1:46,87    | 4.     | –          | –          | –       | –      | 21.     |
| Josef Prorok   | 400 m přek. | 50,33      | 7.     | –          | –          | –       | –      | 35.     |
| Jan Kreisinger | maratón     | –          | –      | –          | –          | 2:25:03 | 67.    | 67.     |

Hody a vrhy
| Atlet            | Disciplína   | Kvalifikace | Kvalifikace | Kvalifikace | Pořadí | Finále | Finále | Finále | Finále | Finále | Finále | Celkově          |
| Atlet            | Disciplína   | 1           | 2           | 3           | Pořadí | 1      | 2      | 3      | 4      | 5      | 6      | Celkově          |
| ---------------- | ------------ | ----------- | ----------- | ----------- | ------ | ------ | ------ | ------ | ------ | ------ | ------ | ---------------- |
| Lukáš Melich     | hod kladivem | 75,88       | 75,29       | 72,49       | 9.     | 76,73  | 75,67  | 77,17  | 76,28  | 18,90  | X      | 6.               |
| Petr Frydrych    | hod oštěpem  | 69,54       | 70,44       | 75,46       | 34.    | –      | –      | –      | –      | –      | –      | 34.              |
| Jakub Vadlejch   | hod oštěpem  | X           | 77,61       | X           | 25.    | –      | –      | –      | –      | –      | –      | 25.              |
| Vítězslav Veselý | hod oštěpem  | 88,34       | –           | –           | 1.     | X      | 81,69  | 81,80  | X      | 80,32  | 83,34  | Bronzová medaile |
| Antonín Žalský   | vrh koulí    | X           | 19,62       | 19,49       | 23.    | –      | –      | –      | –      | –      | –      | 23.              |

Skoky
| Atlet         | Disciplína  | Kvalifikace | Kvalifikace | Kvalifikace | Pořadí | Finále | Celkově |
| Atlet         | Disciplína  | 1           | 2           | 3           | Pořadí | Finále | Celkově |
| ------------- | ----------- | ----------- | ----------- | ----------- | ------ | ------ | ------- |
| Roman Novotný | skok daleký | X           | 6,96        | X           | 38.    | -      | 38.     |
| Štěpán Wagner | skok daleký | 7,39        | 7,50        | 7,47        | 30.    | -      | 30.     |

| Atlet         | Disciplína  | Kvalifikace | Kvalifikace | Kvalifikace | Pořadí | Finále | Celkově |
| Atlet         | Disciplína  | 216         | 221         | 226         | Pořadí | Finále | Celkově |
| ------------- | ----------- | ----------- | ----------- | ----------- | ------ | ------ | ------- |
| Jaroslav Bába | skok vysoký | o           | xo          | xxx         | 21.    | -      | 21.     |

| Atlet        | Disciplína  | Kvalifikace | Kvalifikace | Kvalifikace | Kvalifikace | Kvalifikace | Pořadí | Finále | Finále | Finále | Celkově |
| Atlet        | Disciplína  | 520         | 535         | 550         | 560         | 565         | Pořadí | 550    | 565    | 575    | Celkově |
| ------------ | ----------- | ----------- | ----------- | ----------- | ----------- | ----------- | ------ | ------ | ------ | ------ | ------- |
| Jan Kudlička | skok o tyči | -           | o           | o           | -           | -           | 9.     | o      | xxo    | xxx    | 8.      |

Desetiboj
- Roman Šebrle zaběhl první disciplínu, 100 m, v čase 11,54 (744 bodů) – následně však ze závodu odstoupil

#### Ženy

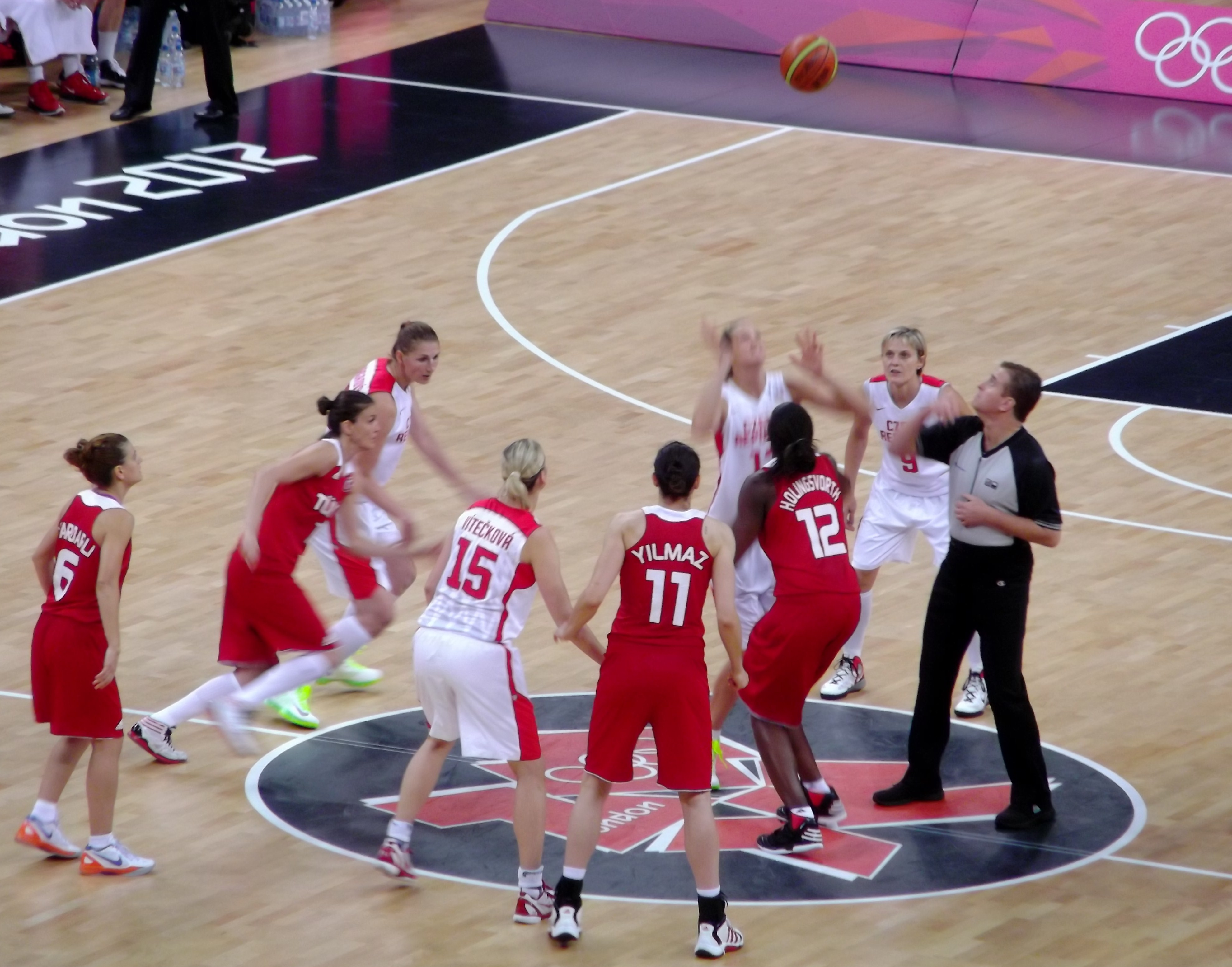
Basketbalistky (v bílém) na počátku utkání proti Turecku

Běhy a chůze
| Atlet                                                             | Disciplína  | Rozběh  | Rozběh | Semifinále | Semifinále | Finále  | Finále | Celkově          |
| Atlet                                                             | Disciplína  | Čas     | Pořadí | Čas        | Pořadí     | Čas     | Pořadí | Celkově          |
| ----------------------------------------------------------------- | ----------- | ------- | ------ | ---------- | ---------- | ------- | ------ | ---------------- |
| Kateřina Čechová                                                  | 100 m       | 11,43   | 5.     | -          | -          | -       | -      | 37.              |
| Lenka Masná                                                       | 800 m       | 2:08,68 | 5.     | -          | -          | -       | -      | 29.              |
| Tereza Čapková                                                    | 1 500 m     | 4:12,15 | 12.    | -          | -          | -       | -      | 23.              |
| Lucie Škrobáková                                                  | 100 m přek. | 13,01   | 3.     | 12,81      | 5.         | -       | -      | 10.              |
| Zuzana Hejnová                                                    | 400 m přek. | 53,96   | 1.     | 53,62      | 2.         | 53,38   | 3.     | Bronzová medaile |
| Denisa Rosolová                                                   | 400 m přek. | 55,42   | 5.     | 54,87      | 3.         | 55,27   | 7.     | 7.               |
| Denisa Rosolová Zuzana Bergrová Jitka Bartoničková Zuzana Hejnová | 4 × 400 m   | -       | -      | 3:26,20    | 4.         | 3:27,77 | 7.     | 7.               |
| Ivana Sekyrová                                                    | maratón     | -       | -      | -          | -          | 2:37:14 | 67.    | 67.              |
| Lucie Pelantová                                                   | 20 km chůze | -       | -      | -          | -          | 1:33:35 | 35.    | 35.              |

- Denisa Rosolová měla právo startu i v běhu na 400 m, účastnila se však pouze běhu na 400 m překážek a štafety 4×400 m
- Kateřina Čechová měla právo startu i v běhu na 200 m, účastnila se však pouze běhu na 100 m
- Lenka Masná a Tereza Čapková byly oficiální náhradnice pro štafetu 4×400 m, v semifinále ani ve finále však žádná z nich nenastoupila

Hody a vrhy
| Atlet                     | Disciplína   | Kvalifikace | Kvalifikace | Kvalifikace | Pořadí | Finále | Finále | Finále | Finále | Finále | Finále | Celkově       |
| Atlet                     | Disciplína   | 1           | 2           | 3           | Pořadí | 1      | 2      | 3      | 4      | 5      | 6      | Celkově       |
| ------------------------- | ------------ | ----------- | ----------- | ----------- | ------ | ------ | ------ | ------ | ------ | ------ | ------ | ------------- |
| Věra Cechlová Pospíšilová | hod diskem   | 55,00       | X           | X           | 34.    | -      | -      | -      | -      | -      | -      | 34.           |
| Kateřina Šafránková       | hod kladivem | 66,16       | X           | 65,25       | 31.    | -      | -      | -      | -      | -      | -      | 31.           |
| Jarmila Klimešová         | hod oštěpem  | 56,76       | 59,90       | X           | 14.    | -      | -      | -      | -      | -      | -      | 14.           |
| Barbora Špotáková         | hod oštěpem  | 66,19       | -           | -           | 1.     | 66,90  | 66,88  | 66,24  | 69,55  | X      | X      | Zlatá medaile |

Skoky
| Atlet             | Disciplína  | Kvalifikace | Kvalifikace | Kvalifikace | Pořadí | Finále | Celkově |
| Atlet             | Disciplína  | 175         | 180         | 185         | Pořadí | Finále | Celkově |
| ----------------- | ----------- | ----------- | ----------- | ----------- | ------ | ------ | ------- |
| Oldřiška Marešová | skok vysoký | o           | o           | xxx         | 29.    | -      | 29.     |

| Atlet             | Disciplína  | Kvalifikace | Kvalifikace | Kvalifikace | Kvalifikace | Kvalifikace | Pořadí | Finále | Finále | Finále | Finále | Celkově |
| Atlet             | Disciplína  | 410         | 425         | 440         | 450         | 455         | Pořadí | 430    | 445    | 455    | 465    | Celkově |
| ----------------- | ----------- | ----------- | ----------- | ----------- | ----------- | ----------- | ------ | ------ | ------ | ------ | ------ | ------- |
| Jiřina Ptáčníková | skok o tyči | -           | -           | xo          | xo          | xxo         | 12.    | o      | xxo    | xx-    | x      | 6.      |

Sedmiboj
| Atlet            | 100 m př. | výška | koule | 200 m | dálka | oštěp | 800 m   | Body celkem | Pořadí |
| Atlet            | Body      | Body  | Body  | Body  | Body  | Body  | Body    | Body celkem | Pořadí |
| ---------------- | --------- | ----- | ----- | ----- | ----- | ----- | ------- | ----------- | ------ |
| Eliška Klučinová | 14,01     | 1,80  | 12,93 | 25,00 | 6,13  | 45,65 | 2:16,08 | 6109        | 18.    |
| Eliška Klučinová | 977       | 978   | 723   | 887   | 890   | 776   | 878     | 6109        | 18.    |

### Badminton
| Hráč, hráčka         | Soutěž       | Skupina                 | Skupina                      | Skupina | Osmifinále      | Čtvrtfinále     | Semifinále      | Finále          | Pořadí    |
| Hráč, hráčka         | Soutěž       | Soupeř Výsledek         | Soupeř Výsledek              | Pořadí  | Soupeř Výsledek | Soupeř Výsledek | Soupeř Výsledek | Soupeř Výsledek | Pořadí    |
| -------------------- | ------------ | ----------------------- | ---------------------------- | ------- | --------------- | --------------- | --------------- | --------------- | --------- |
| Petr Koukal          | Dvouhra muži | Hidayat L 8–21 8–21     | Abián L 17–21 21–16 16–21    | 3.      | -               | -               | -               | -               | 33. - 40. |
| Kristína Gavnholtová | Dvouhra ženy | Schenková L 18–21 14–21 | Grigaová W 21–13 15–21 21–15 | 2.      | -               | -               | -               | -               | 17. - 32. |

- z dvou- či tříčlenných základních skupin postupoval do osmifinále vždy pouze vítěz

### Basketbal

#### Ženy
| Soupiska reprezentace |                    |                               |                               |                               |
| Č.                    | Hráčka             | Výška                         | Pozice                        | Klub                          |
| 4                     | Jana Veselá        | 194 cm                        | pivotka                       | Ros Cesares Valencia          |
| 5                     | Michaela Zrůstová  | 186 cm                        | křídlo                        | ZVVZ USK Praha                |
| 6                     | Kateřina Bartoňová | 174 cm                        | rozehrávačka                  | VŠ Praha                      |
| 7                     | Kateřina Zohnová   | 179 cm                        | křídlo                        | USO Mondeville                |
| 8                     | Ilona Burgrová     | 195 cm                        | pivotka                       | ZVVZ USK Praha                |
| 9                     | Hana Horáková      | 179 cm                        | rozehrávačka                  | UGMK Jekatěrinburg            |
| 10                    | Alena Hanušová     | 190 cm                        | pivotka                       | BK Žabiny Brno                |
| 11                    | Kateřina Elhotová  | 180 cm                        | křídlo                        | ZVVZ USK Praha                |
| 12                    | Lenka Bartáková    | 175 cm                        | rozehrávačka                  | Sokol Hradec Králové          |
| 13                    | Petra Kulichová    | 198 cm                        | pivotka                       | ZVVZ USK Praha                |
| 14                    | Tereza Pecková     | 190 cm                        | křídlo                        | BK Žabiny Brno                |
| 15                    | Eva Vítečková      | 190 cm                        | křídlo                        | ZVVZ USK Praha                |
| Realizační tým        |                    |                               |                               |                               |
| Trenér                | Trenér             | Lubor Blažek                  | Lubor Blažek                  | Lubor Blažek                  |
| Asistenti trenéra     | Asistenti trenéra  | Ivan Beneš, Martin Petrovický | Ivan Beneš, Martin Petrovický | Ivan Beneš, Martin Petrovický |
| Vedoucí družstva      | Vedoucí družstva   | Ladislav Jirsa                | Ladislav Jirsa                | Ladislav Jirsa                |

Pořadí v základní skupině
| \| # \| Země \| Zápasy \| Vítězství \| Prohry \| Skóre \| Body \| \| -- \| ---------- \| ------ \| --------- \| ------ \| ------- \| ---- \| \| 1. \| USA \| 5 \| 5 \| 0 \| 462:279 \| 10 \| \| 2. \| Turecko \| 5 \| 4 \| 1 \| 343:316 \| 9 \| \| 3. \| Čína \| 5 \| 3 \| 2 \| 346:363 \| 8 \| \| 4. \| Česko \| 5 \| 2 \| 3 \| 346:332 \| 7 \| \| 5. \| Chorvatsko \| 5 \| 1 \| 4 \| 324:379 \| 6 \| \| 6. \| Angola \| 5 \| 0 \| 5 \| 243:395 \| 5 \| |            |        |           |        |         |      |
| # | Země       | Zápasy | Vítězství | Prohry | Skóre   | Body |
| 1. | USA        | 5      | 5         | 0      | 462:279 | 10   |
| 2. | Turecko    | 5      | 4         | 1      | 343:316 | 9    |
| 3. | Čína       | 5      | 3         | 2      | 346:363 | 8    |
| 4. | Česko      | 5      | 2         | 3      | 346:332 | 7    |
| 5. | Chorvatsko | 5      | 1         | 4      | 324:379 | 6    |
| 6. | Angola     | 5      | 0         | 5      | 243:395 | 5    |

Zápasy českého týmu v základní skupině
| 28/7/2012 9:00 | Report | Čína                                            | 66 – 57 | Česko                     |  | Basketball Arena, Londýn |
| 28/7/2012 9:00 | Report | Skóre po čtvrtinách: 20–16, 16–13, 15–15, 12–13 |         |                           |  | Basketball Arena, Londýn |
| 28/7/2012 9:00 | Report | Ma 16, Miao 12                                  | Body    | Vítečková 14, Elhotová 13 |  | Basketball Arena, Londýn |

| 30/7/2012 11:15 | Report | Česko                                          | 57 – 61 | Turecko                            |  | Basketball Arena, Londýn |
| 30/7/2012 11:15 | Report | Skóre po čtvrtinách: 8–13, 13–20, 18–12, 18–16 |         |                                    |  | Basketball Arena, Londýn |
| 30/7/2012 11:15 | Report | Veselá 19, Vítečková 11                        | Body    | Palazoglu 11, Yilmaz 11, Caglar 11 |  | Basketball Arena, Londýn |

| 1/8/2012 20:00 | Report | Chorvatsko                                      | 70 – 89 | Česko                                  |  | Basketball Arena, Londýn |
| 1/8/2012 20:00 | Report | Skóre po čtvrtinách: 19–22, 20–23, 21–12, 10–32 |         |                                        |  | Basketball Arena, Londýn |
| 1/8/2012 20:00 | Report | Mandir 20, Lelas 15                             | Body    | Elhotová 20, Burgrová 19, Vítečková 18 |  | Basketball Arena, Londýn |

| 3/8/2012 22:15 | Report | Česko                                          | 61 – 88 | USA                              |  | Basketball Arena, Londýn |
| 3/8/2012 22:15 | Report | Skóre po čtvrtinách: 26–24, 12–24, 9–22, 14–18 |         |                                  |  | Basketball Arena, Londýn |
| 3/8/2012 22:15 | Report | Zrůstová 15, Vítečková 12                      | Body    | Taurasi 18, Charles 16, Moore 14 |  | Basketball Arena, Londýn |

| 5/8/2012 11:15 | Report | Angola                                         | 47 – 82 | Česko                     |  | Basketball Arena, Londýn |
| 5/8/2012 11:15 | Report | Skóre po čtvrtinách: 18–23, 7–17, 10–18, 12–24 |         |                           |  | Basketball Arena, Londýn |
| 5/8/2012 11:15 | Report | Mauricio 18                                    | Body    | Zrůstová 20, Vítečková 19 |  | Basketball Arena, Londýn |

Čtvrtfinále
| 7/8/2012 22:15 | Report | Francie                                         | 71 – 68 | Česko                                |  | Basketball Arena, Londýn |
| 7/8/2012 22:15 | Report | Skóre po čtvrtinách: 16–12, 12–16, 13–23, 30–17 |         |                                      |  | Basketball Arena, Londýn |
| 7/8/2012 22:15 | Report | Dumerc 23, Miyem 14                             | Body    | Vítečková 17, Burgrová 16, Veselá 12 |  | Basketball Arena, Londýn |

### Box
Muži
| Boxer          | Váha                       | 1. kolo   | 1. kolo  | Osmifinále | Osmifinále | Pořadí |
| Boxer          | Váha                       | Soupeř    | Výsledek | Soupeř     | Výsledek   | Pořadí |
| -------------- | -------------------------- | --------- | -------- | ---------- | ---------- | ------ |
| Zdeněk Chládek | do 64 kg (lehká velterová) | Urančimeg | prohra   | –––        | –––        | 17.    |

### Cyklistika

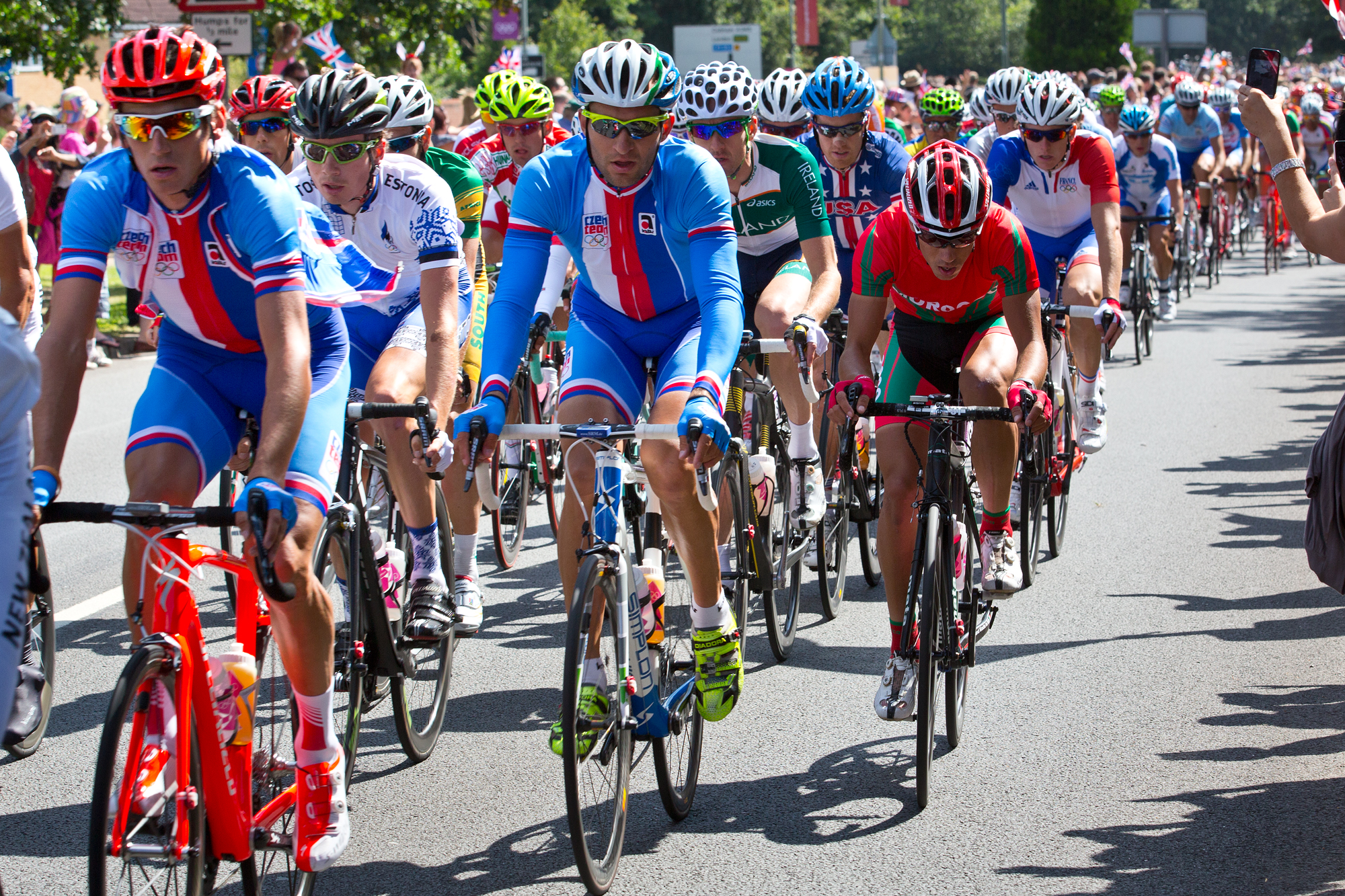
Roman Kreuziger a Jan Bárta v cyklistickém silničním závodě jednotlivců

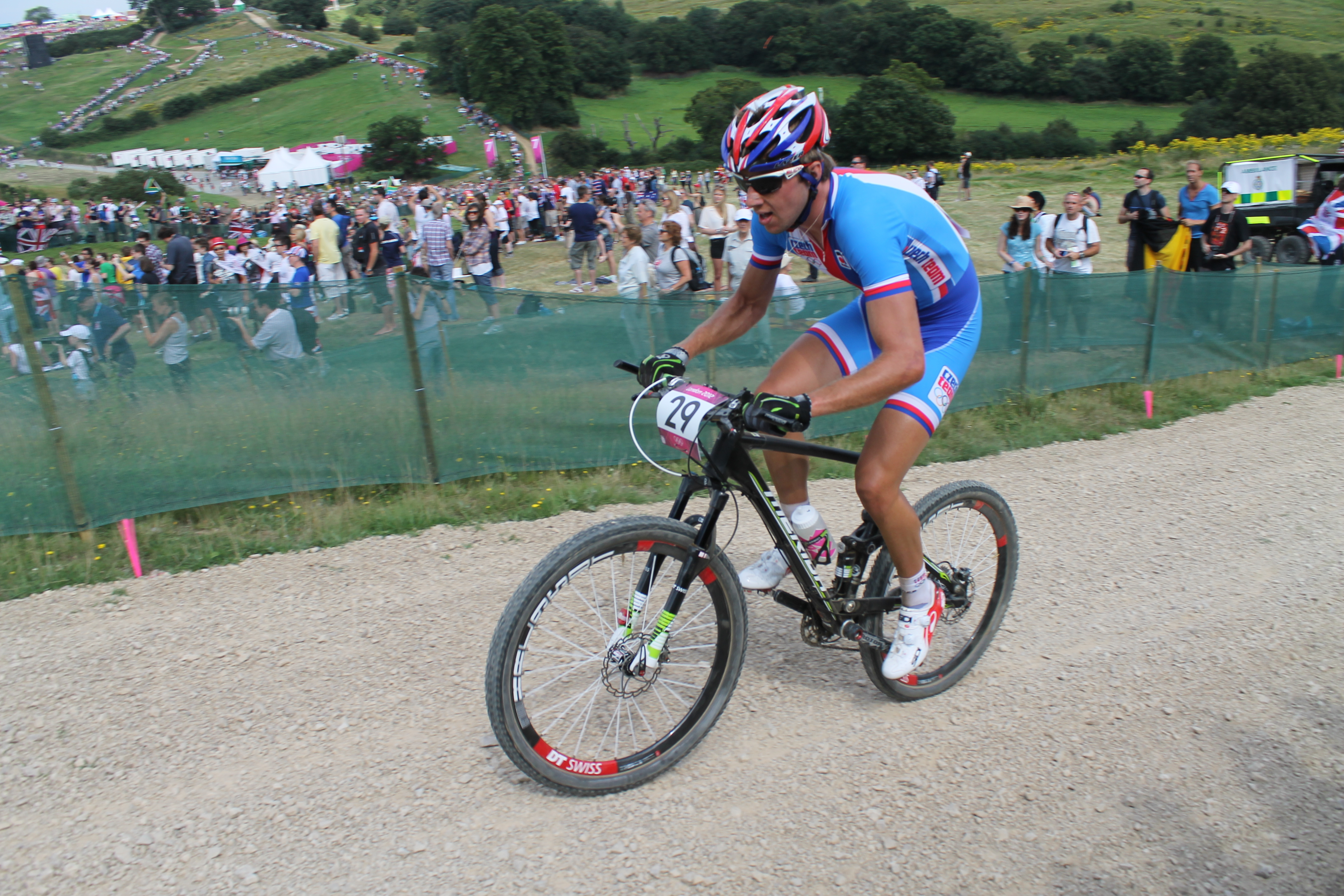
Ondřej Cink v cross country závodě horských kol

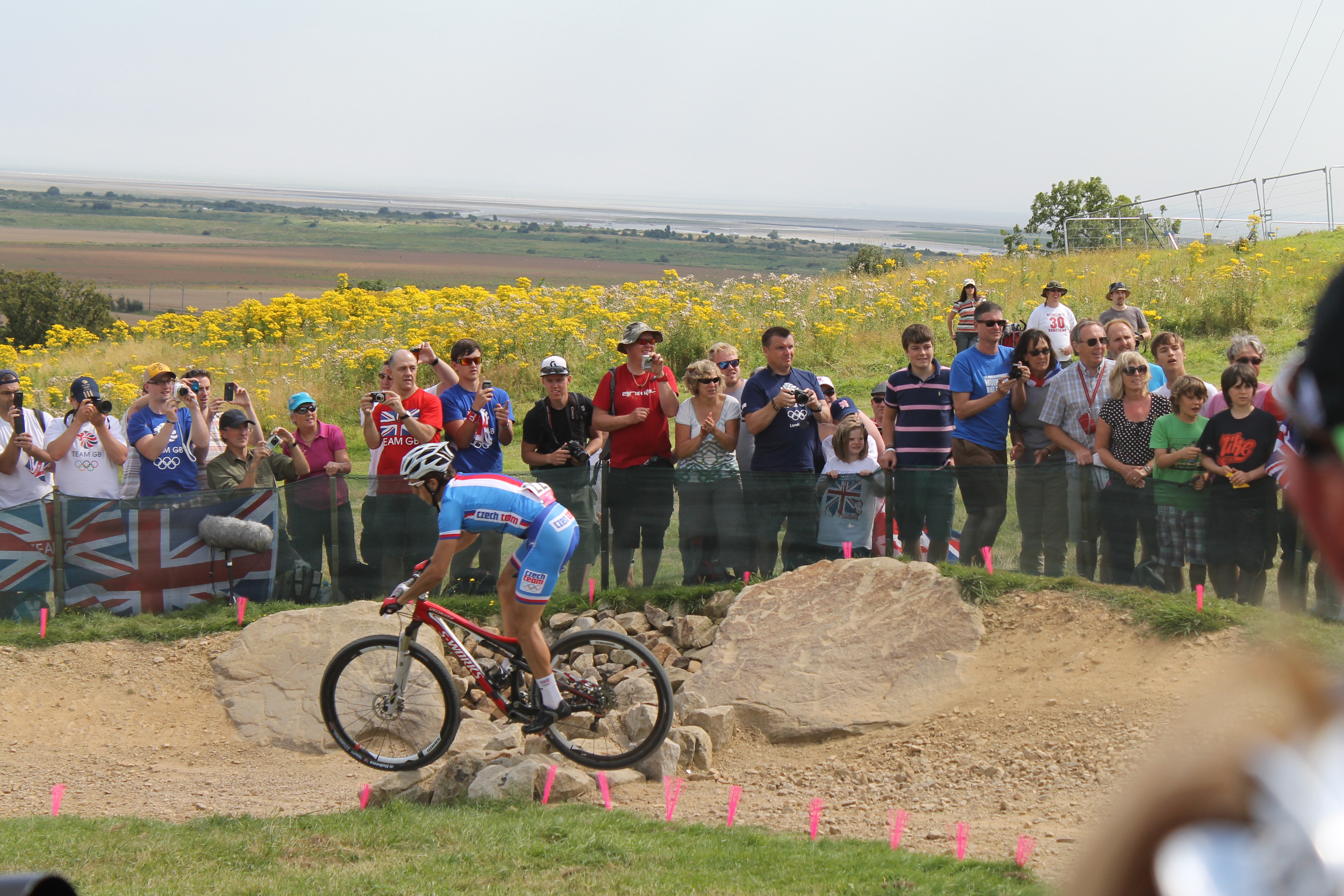
Jan Škarnitzl v cross country závodě horských kol

#### Muži
Dráhová cyklistika
| Jezdec        | Disciplína | Kvalifikace | Kvalifikace | Osmifinále | Osmifinále | Čtvrtfinále | Čtvrtfinále | Opravy | Opravy   | O 9.–12. místo | Celkově |
| Jezdec        | Disciplína | Čas         | Pořadí      | Soupeř     | Výsledek   | Soupeř      | Výsledek    | Pořadí | Výsledek | O 9.–12. místo | Celkově |
| ------------- | ---------- | ----------- | ----------- | ---------- | ---------- | ----------- | ----------- | ------ | -------- | -------------- | ------- |
| Pavel Kelemen | Sprint     | 10,311      | 13.         | Canelon    | výhra      | Watkins     | prohra      | 2.     | vyřazen  | 2.             | 10.     |

| Jezdec       | Disciplína | 1. kolo | 1. kolo  | Opravy | Opravy   | Celkově |
| Jezdec       | Disciplína | Pořadí  | Výsledek | Pořadí | Výsledek | Celkově |
| ------------ | ---------- | ------- | -------- | ------ | -------- | ------- |
| Denis Špička | Keirin     | 5.      | do oprav | 6.     | vyřazen  | 17.     |

 MTB
| Jezdec           | Soutěž        | Čas     | Pořadí        |
| ---------------- | ------------- | ------- | ------------- |
| Jaroslav Kulhavý | Cross country | 1:29:07 | Zlatá medaile |
| Jan Škarnitzl    | Cross country | 1:31:48 | 12.           |
| Ondřej Cink      | Cross country | 1:32:16 | 14.           |

 Silniční cyklistika
| Jezdec          | Soutěž         | Čas     | Pořadí |
| --------------- | -------------- | ------- | ------ |
| Jan Bárta       | Silniční závod | 5:46:37 | 75.    |
| Roman Kreuziger | Silniční závod | 5:46:05 | 15.    |

#### Ženy
MTB
| Jezdec        | Soutěž        | Čas     | Pořadí |
| ------------- | ------------- | ------- | ------ |
| Kateřina Nash | Cross country | 1:36:22 | 14.    |

 BMX
| Jezdec            | Kvalifikační jízda | Kvalifikační jízda | Semifinále (3 jízdy) | Semifinále (3 jízdy) | Semifinále (3 jízdy) | Semifinále (3 jízdy) | Semifinále (3 jízdy) | Finále |
| Jezdec            | Čas                | Pořadí             | 1                    | 2                    | 3                    | Body                 | Pořadí               | Finále |
| ----------------- | ------------------ | ------------------ | -------------------- | -------------------- | -------------------- | -------------------- | -------------------- | ------ |
| Aneta Hladíková   | 40,846             | 10.                | 3.                   | 6.                   | 7.                   | 16                   | 5.                   | -      |
| Romana Labounková | 41,096             | 11.                | 6.                   | 5.                   | 6.                   | 17                   | 6.                   | -      |

- do finále postoupily z každého semifinále 4 nejlepší závodnice

### Gymnastika

#### Sportovní gymnastika
Muži
| Gymnasta       | Kvalifikace | Kvalifikace | Kvalifikace | Kvalifikace | Kvalifikace | Kvalifikace | Kvalifikace | Kvalifikace | Finále            | Pořadí |
| Gymnasta       | Prostná     | Kůň našíř   | Kruhy       | Přeskok     | Bradla      | Hrazda      | Celkem      | Pořadí      | Finále            | Pořadí |
| -------------- | ----------- | ----------- | ----------- | ----------- | ----------- | ----------- | ----------- | ----------- | ----------------- | ------ |
| Martin Konečný | 14,266      | 12,900      | 13,166      | 14,866      | 13,733      | 14,100      | 83,031      | 34.         | nekvalifikoval se | 34.    |

Ženy
| Gymnastka         | Kvalifikace | Kvalifikace | Kvalifikace | Kvalifikace | Kvalifikace | Kvalifikace | Finále             | Pořadí |
| Gymnastka         | Přeskok     | Bradla      | Kladina     | Prostná     | Celkem      | Pořadí      | Finále             | Pořadí |
| ----------------- | ----------- | ----------- | ----------- | ----------- | ----------- | ----------- | ------------------ | ------ |
| Kristýna Pálešová | 13,800      | 14,133      | 9,700       | 12,966      | 50,599      | 47.         | nekvalifikovala se | 47.    |

- do finále víceboje postupovalo z kvalifikace 24 nejlepších gymnastů (gymnastek) podle redukovaného pořadí (maximálně 2 závodníci z jedné země)

#### Skoky na trampolíně
| Skokanka         | Kvalifikace | Kvalifikace | Kvalifikace | Kvalifikace | Finále             | Pořadí |
| Skokanka         | 1. sestava  | 2. sestava  | Celkem      | Pořadí      | Finále             | Pořadí |
| ---------------- | ----------- | ----------- | ----------- | ----------- | ------------------ | ------ |
| Zita Frydrychová | 44,345      | 32,215      | 76,560      | 15.         | nekvalifikovala se | 15.    |

- do finále postupovalo 8 nejlepších skokanek

### Jachting
Muži
| Jachtař       | Soutěž | Závod | Závod | Závod | Závod | Závod     | Závod | Závod | Závod | Závod     | Závod | Závod | Body | Konečné pořadí |
| Jachtař       | Soutěž | 1     | 2     | 3     | 4     | 5         | 6     | 7     | 8     | 9         | 10    | F     | Body | Konečné pořadí |
| ------------- | ------ | ----- | ----- | ----- | ----- | --------- | ----- | ----- | ----- | --------- | ----- | ----- | ---- | -------------- |
| Karel Lavický | RS:X   | 30.   | 29.   | 32.   | 34.   | 39. (BFD) | 34.   | 36.   | 31.   | 39. (DNF) | 31.   | -     | 296  | 36.            |
| Viktor Teplý  | Laser  | 29.   | 27.   | 31.   | 34.   | 32.       | 25.   | 11.   | 34.   | 37.       | 11.   | -     | 234  | 28.            |
| Michael Maier | Finn   | 19.   | 18.   | 21.   | 10.   | 18.       | 23.   | 18.   | 20.   | 23.       | 15.   | -     | 162  | 21.            |

Ženy
| Jachtařka         | Soutěž       | Závod | Závod | Závod | Závod | Závod | Závod | Závod | Závod | Závod | Závod | Závod | Body | Konečné pořadí |
| Jachtařka         | Soutěž       | 1     | 2     | 3     | 4     | 5     | 6     | 7     | 8     | 9     | 10    | F     | Body | Konečné pořadí |
| ----------------- | ------------ | ----- | ----- | ----- | ----- | ----- | ----- | ----- | ----- | ----- | ----- | ----- | ---- | -------------- |
| Veronika Fenclová | Laser Radial | 23.   | 4.    | 7.    | 6.    | 21.   | 2.    | 17.   | 6.    | 12.   | 12.   | 9.    | 105  | 9.             |

- F = finálová rozplavba (10 nejlepších lodí), hodnocena dvojnásobným počtem bodů
- BFD – loď diskvalifikována
- DNF – loď nekončila rozplavbu

### Judo
Muži
| Judista       | Váha      | 1. kolo   | 1. kolo   | 2. kolo | 2. kolo  | Čtvrtfinále | Čtvrtfinále | Opravy | Opravy   | Pořadí |
| Judista       | Váha      | Soupeř    | Výsledek  | Soupeř  | Výsledek | Soupeř      | Výsledek    | Soupeř | Výsledek | Pořadí |
| ------------- | --------- | --------- | --------- | ------- | -------- | ----------- | ----------- | ------ | -------- | ------ |
| Jaromír Ježek | do 73 kg  | Smith     | výhra     | Wang    | prohra   | –––         | –––         | –––    | –––      | 9.     |
| Jaromír Musil | do 81 kg  | Toma      | prohra    | –––     | –––      | –––         | –––         | –––    | –––      | 17.    |
| Lukáš Krpálek | do 100 kg | volný los | volný los | Anai    | výhra    | Chajbulajev | prohra      | Grol   | prohra   | 7.     |

### Kanoistika

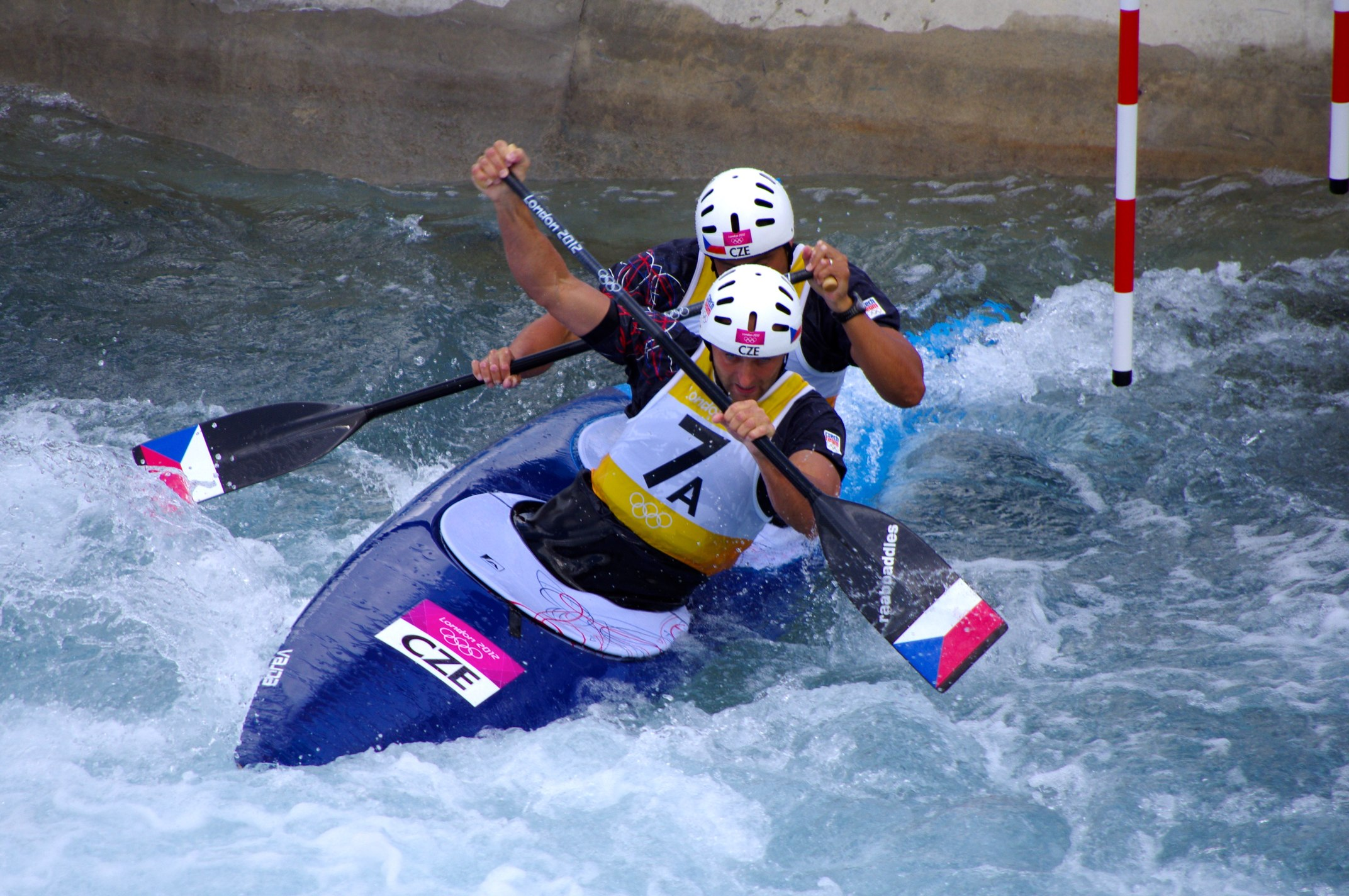
Deblkanoe Ondřej Štěpánek a Jaroslav Volf

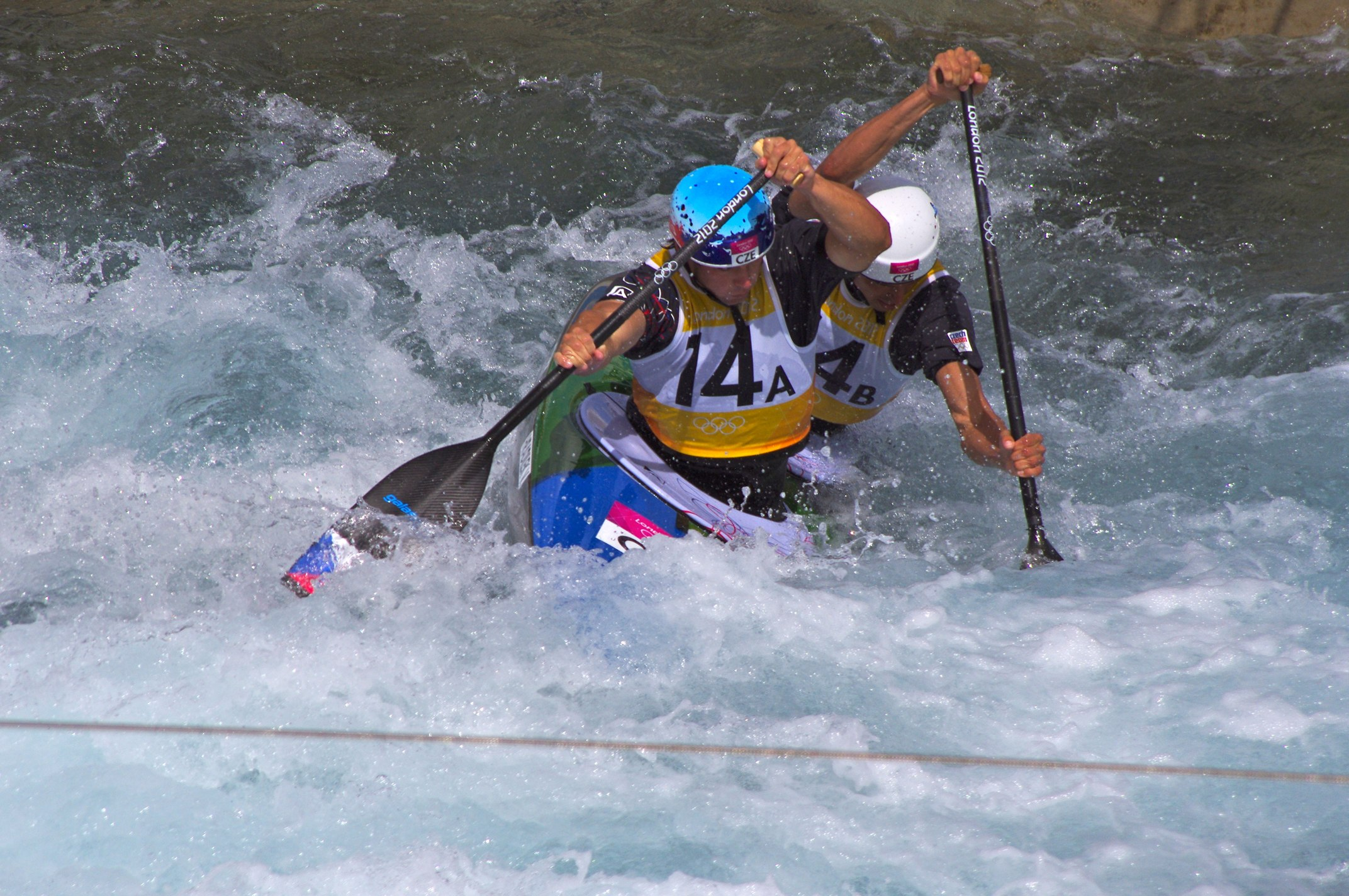
Deblkanoe Vavřinec Hradilek a Stanislav Ježek (ad hoc složená posádka ze závodníků individuálních kategorií K-1 a C-1)

#### Slalom
Muži
| Kanoista                          | Disciplína | Kvalifikace (2 jízdy) | Kvalifikace (2 jízdy) | Kvalifikace (2 jízdy) | Semifinále | Semifinále | Finále     | Finále | Celkově          |
| Kanoista                          | Disciplína | 1. jízda              | 2. jízda              | Pořadí                | Čas        | Pořadí     | Čas        | Pořadí | Celkově          |
| --------------------------------- | ---------- | --------------------- | --------------------- | --------------------- | ---------- | ---------- | ---------- | ------ | ---------------- |
| Vavřinec Hradilek                 | K1         | 87,44 (0)             | 87,66 (0)             | 3.                    | 99,58 (2)  | 8.         | 94,78 (0)  | 2.     | Stříbrná medaile |
| Stanislav Ježek                   | C1         | 94,09 (2)             | 206,82 (104)          | 9.                    | 104,37 (4) | 7.         | 105,73 (2) | 5.     | 5.               |
| Ondřej Štěpánek Jaroslav Volf     | C2         | 104,00 (2)            | 150,87 (52)           | 8.                    | 112,22 (2) | 7.         | -          | -      | 7.               |
| Vavřinec Hradilek Stanislav Ježek | C2         | 106,91 (2)            | -                     | 9.                    | 115,50 (2) | 9.         | -          | -      | 9.               |

Ženy
| Kanoista            | Disciplína | Kvalifikace (2 jízdy) | Kvalifikace (2 jízdy) | Kvalifikace (2 jízdy) | Semifinále | Semifinále | Finále     | Finále | Celkově |
| Kanoista            | Disciplína | 1. jízda              | 2. jízda              | Pořadí                | Čas        | Pořadí     | Čas        | Pořadí | Celkově |
| ------------------- | ---------- | --------------------- | --------------------- | --------------------- | ---------- | ---------- | ---------- | ------ | ------- |
| Štěpánka Hilgertová | K1         | 101,50 (0)            | 100,75 (0)            | 5.                    | 114,10 (0) | 9.         | 109,16 (0) | 4.     | 4.      |

#### Rychlostní
Muži
| Kanoista                                          | Disciplína  | Rozjížďka | Rozjížďka | Semifinále | Semifinále | Finále   | Finále | Celkově          |
| Kanoista                                          | Disciplína  | Čas       | Pořadí    | Čas        | Pořadí     | Čas      | Pořadí | Celkově          |
| ------------------------------------------------- | ----------- | --------- | --------- | ---------- | ---------- | -------- | ------ | ---------------- |
| Daniel Havel Lukáš Trefil Josef Dostál Jan Štěrba | K4 – 1000 m | 2:54,267  | 2.        | 2:53,984   | 3.         | 2:55,850 | 3.     | Bronzová medaile |
| Filip Dvořák Jaroslav Radoň                       | C2 – 1000 m | 3:38,711  | 4.        | 3:37,839   | 2.         | 3:37,601 | 5.     | 5.               |

### Moderní pětiboj
Muži
| Závodník       | Šerm  | Šerm | Plavání | Plavání | Jízda na koni | Jízda na koni | Běh + střelba | Běh + střelba | Celkem | Pořadí        |
| Závodník       | Výkon | Body | Výkon   | Body    | Výkon         | Body          | Výkon         | Body          | Celkem | Pořadí        |
| -------------- | ----- | ---- | ------- | ------- | ------------- | ------------- | ------------- | ------------- | ------ | ------------- |
| Ondřej Polívka | 12-23 | 688  | 2:02,71 | 1328    | 64            | 1136          | 10:25,99      | 2500          | 5652   | 15.           |
| David Svoboda  | 26-9  | 1024 | 2:04,84 | 1304    | 68            | 1132          | 10:33,02      | 2468          | 5928   | Zlatá medaile |

Ženy
| Závodník        | Šerm  | Šerm | Plavání | Plavání | Jízda na koni | Jízda na koni | Běh + střelba | Běh + střelba | Celkem | Pořadí |
| Závodník        | Výkon | Body | Výkon   | Body    | Výkon         | Body          | Výkon         | Body          | Celkem | Pořadí |
| --------------- | ----- | ---- | ------- | ------- | ------------- | ------------- | ------------- | ------------- | ------ | ------ |
| Natálie Dianová | 17-18 | 808  | 2:13,78 | 1196    | 144           | 1056          | 12:33,61      | 1988          | 5048   | 22.    |

- Šerm – každý bojuje s každým, je uveden počet vítězství a porážek
- Plavání – plave se 200 m volným způsobem
- Jízda na koni – číslo udává celkový počet trestných bodů (např. za shozené překážky a překročený čas)
- Běh + střelba – kombinovaná disciplína, běží se stíhací závod (handicapy jsou dány součtem bodů z předchozích disciplín) v terénu na vzdálenost 3 km, závodníci absolvují 3 střelecké položky; uveden je celkový čas závodníka (podle kterého je bodován)

### Plavání
Muži
| Plavec        | Disciplína          | Rozplavba | Rozplavba | Semifinále | Semifinále | Finále | Finále | Celkově |
| Plavec        | Disciplína          | Čas       | Pořadí    | Čas        | Pořadí     | Čas    | Pořadí | Celkově |
| ------------- | ------------------- | --------- | --------- | ---------- | ---------- | ------ | ------ | ------- |
| Jan Micka     | 1500 m volný způsob | 15:29,34  | 24.       | nekoná se  | nekoná se  | -      | -      | 24.     |
| Martin Verner | 100 m volný způsob  | 49,49     | 23.       | -          | -          | -      | -      | 23.     |

Ženy
| Plavkyně            | Disciplína              | Rozplavba | Rozplavba | Semifinále | Semifinále | Finále    | Finále | Celkově |
| Plavkyně            | Disciplína              | Čas       | Pořadí    | Čas        | Pořadí     | Čas       | Pořadí | Celkově |
| ------------------- | ----------------------- | --------- | --------- | ---------- | ---------- | --------- | ------ | ------- |
| Simona Baumrtová    | 100 m znak              | 59,99     | 10.       | 1:00,02    | 10.        | -         | -      | 10.     |
| Simona Baumrtová    | 200 m znak              | 2:10,03   | 12.       | 2:10,18    | 14.        | -         | -      | 14.     |
| Petra Chocová       | 100 m prsa              | 1:08,59   | 24.       | -          | -          | -         | -      | 24.     |
| Martina Moravčíková | 200 m prsa              | 2:28,54   | 26.       | -          | -          | -         | -      | 26.     |
| Barbora Závadová    | 200 m polohový závod    | 2:17,54   | 32.       | -          | -          | -         | -      | 32.     |
| Barbora Závadová    | 400 m polohový závod    | 4:41,84   | 15.       | nekoná se  | nekoná se  | -         | -      | 15.     |
| Jana Pechanová      | 10 km (dálkové plavání) | nekoná se | nekoná se | nekoná se  | nekoná se  | 1:58:52,8 | 9.     | 9.      |

#### Synchronizované plavání
Ženy
| Plavkyně                        | Kvalifikace       | Kvalifikace   | Kvalifikace | Kvalifikace | Finále | Celkově | Pořadí |
| Plavkyně                        | Technický program | Volný program | Součet      | Pořadí      | Finále | Celkově | Pořadí |
| ------------------------------- | ----------------- | ------------- | ----------- | ----------- | ------ | ------- | ------ |
| Soňa Bernardová Alžběta Dufková | 85,800            | 86,040        | 171,840     | 14.         | -      | 171,840 | 14.    |

- do finále postupovalo z kvalifikace 12 nejlepších párů; finálový výsledek je součtem za technický program z kvalifikace a finálovou sestavu

### Sportovní střelba

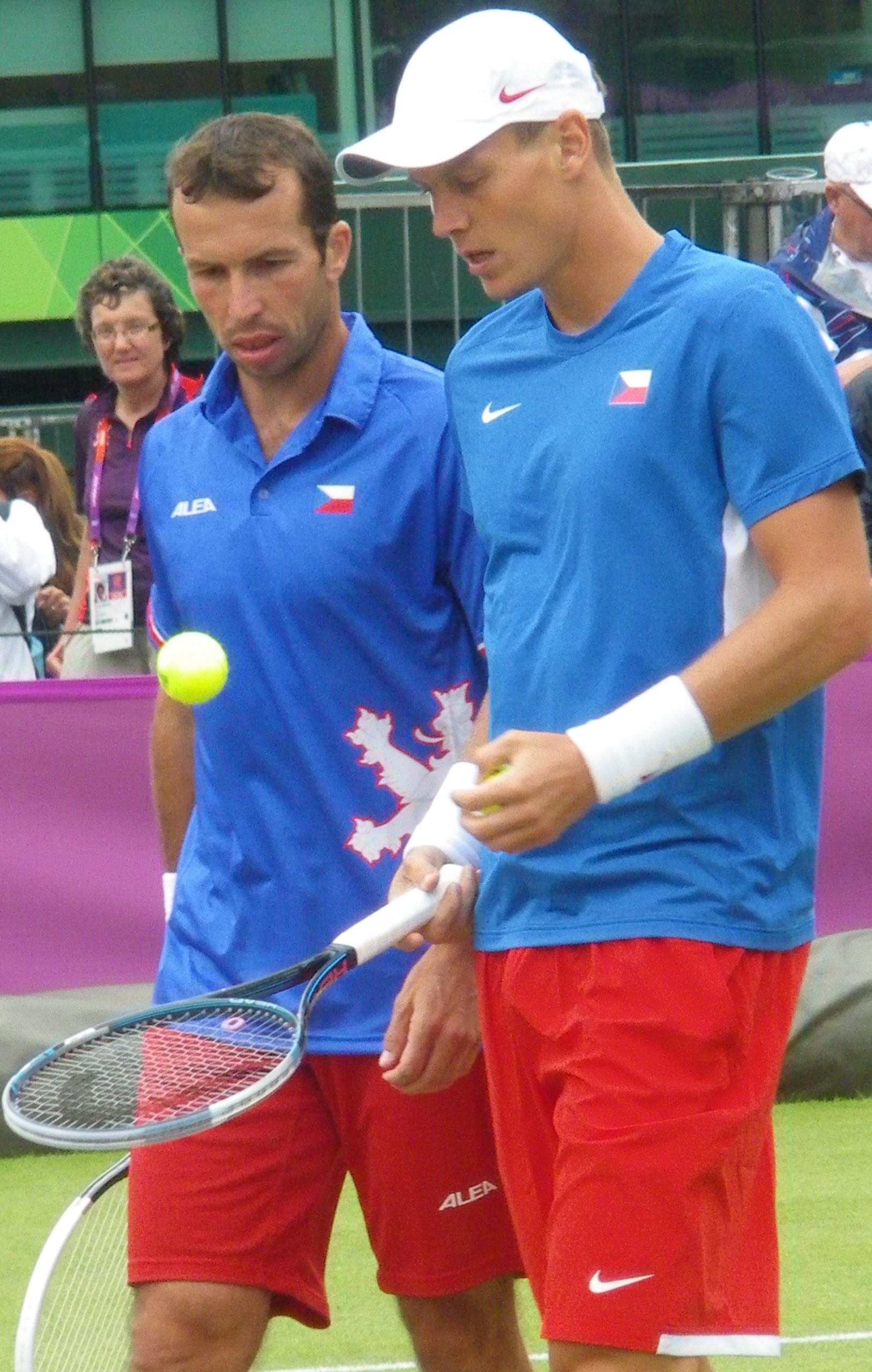
Tenisový pár Štěpánek–Berdych vypadl ve 2. kole mužské čtyřhry

Muži
| Střelec          | Soutěž                                          | Kvalifikace | Kvalifikace | Finále | Finále |
| Střelec          | Soutěž                                          | Body        | Pořadí      | Body   | Pořadí |
| ---------------- | ----------------------------------------------- | ----------- | ----------- | ------ | ------ |
| Václav Haman     | Vzduchová puška 10m                             | 590         | 33.         | -      | -      |
| Václav Haman     | Libovolná malorážka 50m 60 ran vleže            | 588         | 41.         | -      | -      |
| Václav Haman     | Libovolná malorážka 50m 3×40 ran polohový závod | 1153        | 34.         | -      | -      |
| David Kostelecký | Trap                                            | 120         | 14.         | -      | -      |
| Jiří Lipták      | Trap                                            | 119         | 18.         | -      | -      |
| Martin Podhráský | Rychlopalná pistole 25m                         | 583         | 7.          | -      | -      |
| Martin Strnad    | Rychlopalná pistole 25m                         | 580         | 9.          | -      | -      |
| Jan Sychra       | Skeet                                           | 120         | 6.          | 143    | 6.     |
| Jakub Tomeček    | Skeet                                           | 117         | 19.         | -      | -      |

Ženy
| Střelkyně       | Soutěž                                          | Kvalifikace | Kvalifikace | Finále | Finále           |
| Střelkyně       | Soutěž                                          | Body        | Pořadí      | Body   | Pořadí           |
| --------------- | ----------------------------------------------- | ----------- | ----------- | ------ | ---------------- |
| Kateřina Emmons | Vzduchová puška 10m                             | 397         | 8.          | 500,3  | 4.               |
| Kateřina Emmons | Libovolná malorážka 50m 3×20 ran polohový závod | 576         | 32.         | -      | -                |
| Adéla Sýkorová  | Vzduchová puška 10m                             | 392         | 31.         | -      | -                |
| Adéla Sýkorová  | Libovolná malorážka 50m 3×20 ran polohový závod | 584         | 4.          | 683,0  | Bronzová medaile |
| Lenka Marušková | Vzduchová pistole 10 metrů                      | 385         | 7.          | 482,6  | 8.               |

### Stolní tenis
Ženy
| Hráčka           | Soutěž               | 1. kolo         | 2. kolo         | 3. kolo         | 4. kolo         | Čtvrtfinále     | Semifinále      | Finále          | Pořadí    |
| Hráčka           | Soutěž               | Soupeř Výsledek | Soupeř Výsledek | Soupeř Výsledek | Soupeř Výsledek | Soupeř Výsledek | Soupeř Výsledek | Soupeř Výsledek | Pořadí    |
| ---------------- | -------------------- | --------------- | --------------- | --------------- | --------------- | --------------- | --------------- | --------------- | --------- |
| Dana Hadačová    | Dvouhra jednotlivkyň | Miao 2:4        | –               | –               | –               | –               | –               | –               | 49. - 64. |
| Iveta Vacenovská | Dvouhra jednotlivkyň | volný los       | Komwong 4:1     | Wu 2:4          | –               | –               | –               | –               | 17. - 32. |

### Tenis
| Sportovec                        | Soutěž          | 64 hráčů v kole                  | 32 hráčů v kole                           | 16 hráčů v kole                         | Čtvrtfinále                  | Semifinále                         | Finále                                       | Pořadí           |
| Sportovec                        | Soutěž          | Soupeř výsledek                  | Soupeř výsledek                           | Soupeř výsledek                         | Soupeř výsledek              | Soupeř výsledek                    | Soupeř výsledek                              | Pořadí           |
| -------------------------------- | --------------- | -------------------------------- | ----------------------------------------- | --------------------------------------- | ---------------------------- | ---------------------------------- | -------------------------------------------- | ---------------- |
| Tomáš Berdych                    | dvouhra         | Darcis (BEL) · 4:6, 4:6          |                                           |                                         |                              |                                    |                                              | 33.–64.          |
| Radek Štěpánek                   | dvouhra         | Davyděnko (RUS) · 4:6, 3:6       |                                           |                                         |                              |                                    |                                              | 33.–64.          |
| Tomáš Berdych Radek Štěpánek     | čtyřhra         |                                  | Bracciali / · Seppi (ITA) · 4:6, 7:6, 6:4 | Melo / · Soares (BRA) · 6:1, 4:6, 22:24 |                              |                                    |                                              | 9.–16.           |
| Petra Cetkovská                  | dvouhra         | Kerber (GER) · 1:6, 0:3skreč     |                                           |                                         |                              |                                    |                                              | 33.–64.          |
| Petra Kvitová                    | dvouhra         | Bondarenko (UKR) · 6:4, 5:7, 6:4 | Pcheng (CHN) · 7:5, 2:6, 6:1              | Pennetta (ITA) · 6:3, 6:0               | Kirilenko (RUS) · 6:7, 3:6   |                                    |                                              | 5.–8.            |
| Lucie Šafářová                   | dvouhra         | Robson (GBR) · 6:7, 4:6          |                                           |                                         |                              |                                    |                                              | 33.–64.          |
| Klára Zakopalová                 | dvouhra         | Schiavone (ITA) · 3:6, 6:3, 4:6  |                                           |                                         |                              |                                    |                                              | 33.–64.          |
| Petra Cetkovská Lucie Šafářová   | čtyřhra         |                                  | Errani / Vinci (ITA) · 2:6, 3:6           |                                         |                              |                                    |                                              | 17.–32.          |
| Andrea Hlaváčková Lucie Hradecká | čtyřhra         |                                  | Babos / Szávay (HUN) · 6:1, 6:7, 6:2      | Li Na / Čang (CHN) · 6:3, 6:1           | Čuang / Sie (TPE) · 6:3, 6:4 | Huber / · Raymond (USA) · 6:1, 7:6 | S. Williams / · V. Williams (USA) · 4:6, 4:6 | Stříbrná medaile |
| Radek Štěpánek Lucie Hradecká    | smíšená čtyřhra |                                  |                                           | Murray / Robson (GBR) · 5:7, 7:6, 7:10  |                              |                                    |                                              | 9.–16.           |

### Triatlon
Muži
| Závodník      | Plavání | Plavání            | Jízda na kole | Jízda na kole      | Běh   | Celkový čas | Pořadí |
| Závodník      | Čas     | Pořadí na mezičase | Čas           | Pořadí na mezičase | Běh   | Celkový čas | Pořadí |
| ------------- | ------- | ------------------ | ------------- | ------------------ | ----- | ----------- | ------ |
| Jan Čelůstka  | 17:25   | 18.                | 58:49         | 18.                | 32:54 | 1:50:17     | 30.    |
| Přemysl Švarc | 18:08   | 40.                | 59:37         | 37.                | 33:13 | 1:52:08     | 45.    |

Ženy
| Závodník         | Plavání | Plavání            | Jízda na kole | Jízda na kole      | Běh   | Celkový čas | Pořadí |
| Závodník         | Čas     | Pořadí na mezičase | Čas           | Pořadí na mezičase | Běh   | Celkový čas | Pořadí |
| ---------------- | ------- | ------------------ | ------------- | ------------------ | ----- | ----------- | ------ |
| Vendula Frintová | 19:30   | 30.                | 1:05:27       | 16.                | 35:57 | 2:02:08     | 15.    |
| Radka Vodičková  | 19:18   | 9.                 | 1:05:40       | 19.                | 36:21 | 2:02:34     | 20.    |

- závodilo se na trati 1,5 km plavání + 43 km jízdy na kole + 10 km běhu
- u jednotlivých disciplín je uveden čistý čas (tj. bez započtení času stráveného v depu)
- pořadí na mezičase je vždy uvedeno až po zastávce v depu

### Veslování

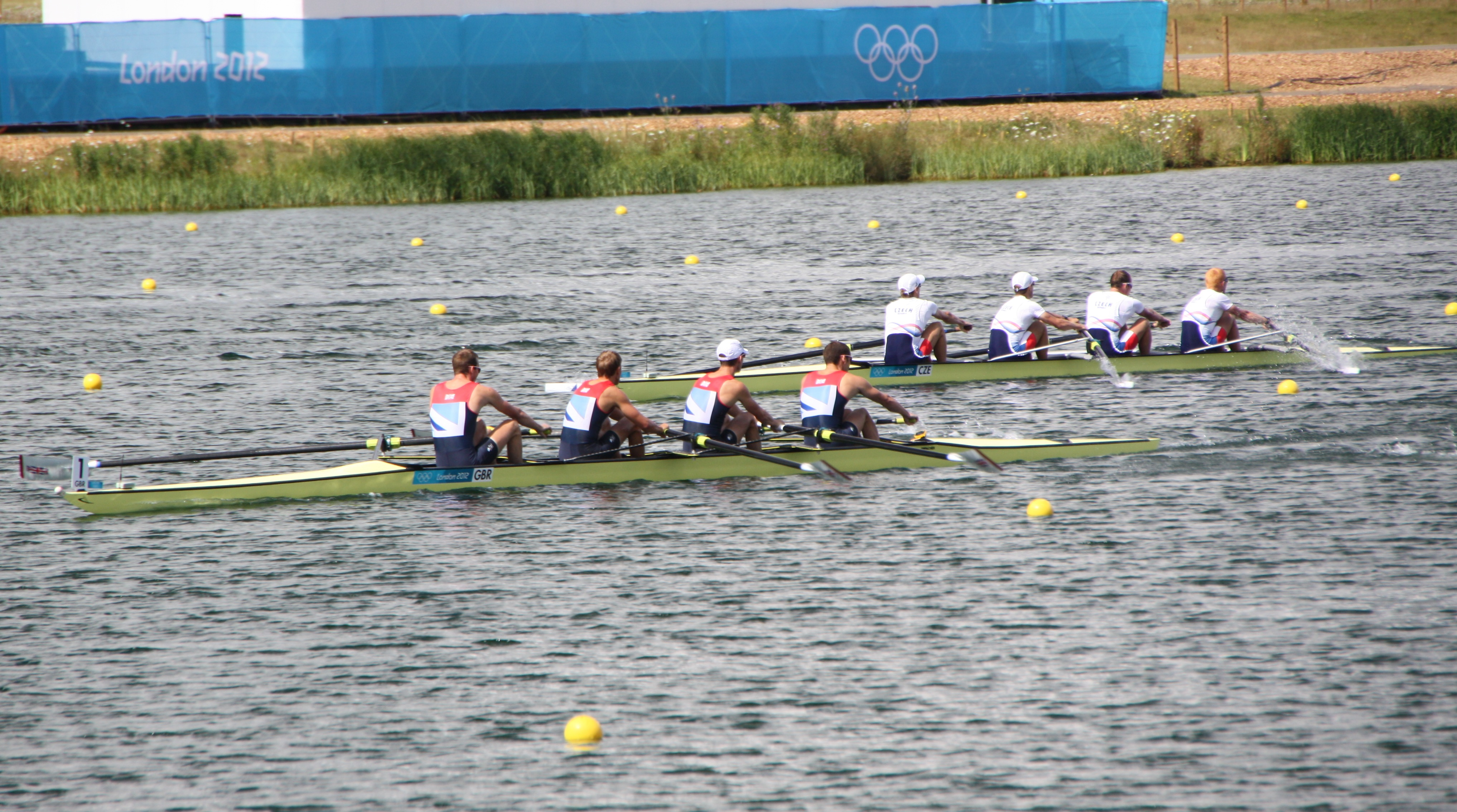
Lehkovážní čtyřveslice bez kormidelníka (Vraštil, Kopáč, J. Vetešník, O. Vetešník) dojíždí ve druhé rozjížďce v zákrytu za britskou lodí

Muži
| Veslař                                                    | Disciplína                          | Rozjížďka | Rozjížďka | Opravy  | Opravy | Čtvrtfinále | Čtvrtfinále | Semifinále | Semifinále | Finále B | Finále B | Finále A | Finále A | Celkově          |
| Veslař                                                    | Disciplína                          | Čas       | Pořadí    | Čas     | Pořadí | Čas         | Pořadí      | Čas        | Pořadí     | Čas      | Pořadí   | Čas      | Pořadí   | Celkově          |
| --------------------------------------------------------- | ----------------------------------- | --------- | --------- | ------- | ------ | ----------- | ----------- | ---------- | ---------- | -------- | -------- | -------- | -------- | ---------------- |
| Ondřej Synek                                              | skif                                | 6:53,23   | 1.        | -       | -      | 6:53,32     | 1.          | 7:16,58    | 1.         | -        | -        | 6:59,37  | 2.       | Stříbrná medaile |
| Matyáš Klang Milan Bruncvík Jakub Podrazil Michal Horváth | čtyřka bez kormidelníka             | 5:54,37   | 4.        | 6:04,56 | 4.     | nejede se   | nejede se   | -          | -          | -        | -        | -        | -        | 13.              |
| Miroslav Vraštil Jiří Kopáč Jan Vetešník Ondřej Vetešník  | čtyřka bez kormidelníka lehkých vah | 6:11,49   | 5.        | 6:02,23 | 3.     | nejede se   | nejede se   | 6:06,85    | 6.         | 6:11,49  | 5.       | -        | -        | 11.              |

Ženy
| Veslař                        | Disciplína | Rozjížďka | Rozjížďka | Opravy  | Opravy | Čtvrtfinále | Čtvrtfinále | Semifinále | Semifinále | Finále B | Finále B | Finále A | Finále A | Celkově       |
| Veslař                        | Disciplína | Čas       | Pořadí    | Čas     | Pořadí | Čas         | Pořadí      | Čas        | Pořadí     | Čas      | Pořadí   | Čas      | Pořadí   | Celkově       |
| ----------------------------- | ---------- | --------- | --------- | ------- | ------ | ----------- | ----------- | ---------- | ---------- | -------- | -------- | -------- | -------- | ------------- |
| Miroslava Knapková            | skif       | 7:24,17   | 1.        | -       | -      | 7:35,35     | 1.          | 7:42,57    | 1.         | -        | -        | 7:54,37  | 1.       | Zlatá medaile |
| Jitka Antošová Lenka Antošová | dvojskif   | 7:05,05   | 5.        | 7:11,58 | 3.     | nejede se   | nejede se   | nejede se  | nejede se  | 7:24,93  | 1.       | -        | -        | 7.            |

### Volejbal

#### Plážový volejbal

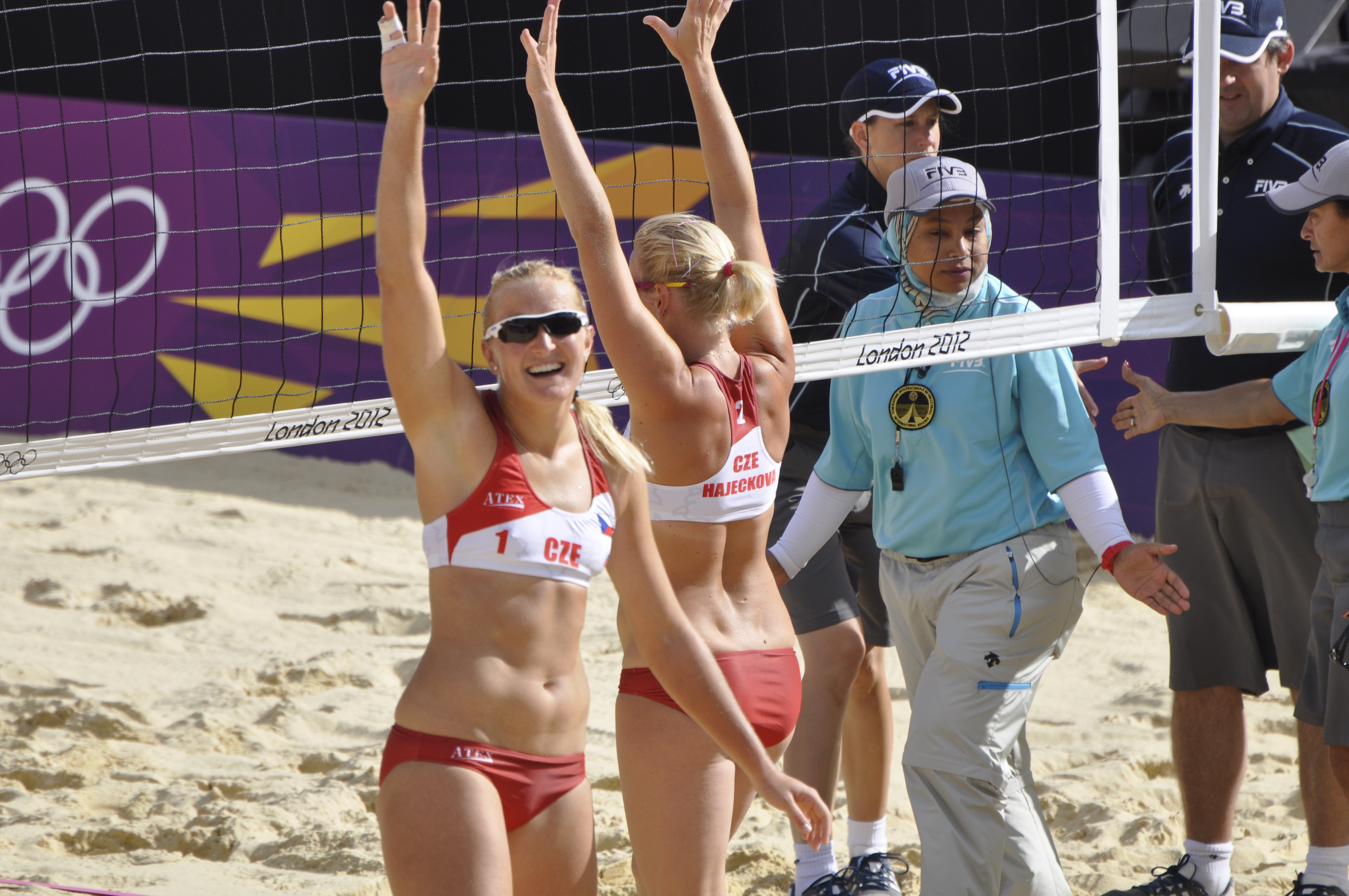
Plážové volejbalistky Klapalová–Háječková

Muži
Základní skupina
| #  | Dvojice                                      | Zápasy | Vítězství | Prohry | Sety | Míče    | Body |
| -- | -------------------------------------------- | ------ | --------- | ------ | ---- | ------- | ---- |
| 1. | Phil Dallhauser, Todd Rogers                 | 3      | 3         | 0      | 6:1  | 139:109 | 6    |
| 2. | Adrian Gavira Collado, Pablo Herrera Allepuz | 3      | 2         | 1      | 5:2  | 139:133 | 5    |
| 3. | Petr Beneš, Přemysl Kubala                   | 3      | 1         | 2      | 2:5  | 120:128 | 4    |
| 4. | Kentaro Asahi, Katsuhiro Shiratori           | 3      | 0         | 3      | 1:6  | 110:138 | 3    |

| 29. červenec 2012 10:00 | Gavira Collado, Herrera Allepuz | 2–0         | Beneš, Kubala | Horse Guards Parade, Londýn Report: |
| 29. červenec 2012 10:00 | 25 21                           | Set 1 Set 2 | 23 16         | Horse Guards Parade, Londýn Report: |

| 31. červenec 2012 9:00 | Beneš, Kubala | 2–1               | Asahi, Shiratori | Horse Guards Parade, Londýn Report: |
| 31. červenec 2012 9:00 | 17 21 15      | Set 1 Set 2 Set 3 | 21 12 7          | Horse Guards Parade, Londýn Report: |

| 2. srpen 2012 21:00 | Dallhauser, Rogers | 2–0         | Beneš, Kubala | Horse Guards Parade, Londýn Report: |
| 2. srpen 2012 21:00 | 21                 | Set 1 Set 2 | 13 15         | Horse Guards Parade, Londýn Report: |

Baráž o osmifinále
| 2. srpen 2012 23:15 | Erdmann, Matysík | 2–1               | Beneš, Kubala | Horse Guards Parade, Londýn Report: |
| 2. srpen 2012 23:15 | 15 21 15         | Set 1 Set 2 Set 3 | 21 19 13      | Horse Guards Parade, Londýn Report: |

Ženy
Základní skupiny
| #  | Dvojice                                 | Zápasy | Vítězství | Prohry | Sety | Míče    | Body |
| -- | --------------------------------------- | ------ | --------- | ------ | ---- | ------- | ---- |
| 1. | Misty May-Treanor, Kerri Walsh-Jennings | 3      | 3         | 0      | 6:1  | 137:109 | 6    |
| 2. | Kristýna Kolocová, Markéta Sluková      | 3      | 2         | 1      | 4:4  | 133:137 | 5    |
| 3. | Doris Schweiger, Stefanie Schweiger     | 3      | 1         | 2      | 4:5  | 141:150 | 4    |
| 4. | Nat Cook, Tamsin Hinchley               | 3      | 0         | 3      | 2:6  | 136:151 | 3    |

| 28. červenec 2012 15:30 | Kolocová, Sluková | 2–1         | D. Schweiger, S. Schweiger | Horse Guards Parade, Londýn Report: |
| 28. červenec 2012 15:30 | 10 21 15          | Set 1 Set 2 | 21 13                      | Horse Guards Parade, Londýn Report: |

| 30. červenec 2012 23:00 | May-Treanor, Walsh-Jennings | 2–0         | Kolocová, Sluková | Horse Guards Parade, Londýn Report: |
| 30. červenec 2012 23:00 | 21                          | Set 1 Set 2 | 14 19             | Horse Guards Parade, Londýn Report: |

| 1. srpen 2012 21:00 | Kolocová, Sluková | 2–1               | Cook, Hinchley | Horse Guards Parade, Londýn Report: |
| 1. srpen 2012 21:00 | 21 18 15          | Set 1 Set 2 Set 3 | 16 21 11       | Horse Guards Parade, Londýn Report: |

| #  | Dvojice                                       | Zápasy | Vítězství | Prohry | Sety | Míče    | Body |
| -- | --------------------------------------------- | ------ | --------- | ------ | ---- | ------- | ---- |
| 1. | Larisa Franca, Juliana Silva                  | 3      | 3         | 0      | 6:0  | 126:76  | 6    |
| 2. | Karin Holtwick, Ilka Semmler                  | 3      | 2         | 1      | 4:2  | 115:97  | 5    |
| 3. | Lenka Háječková, Hana Klapalová               | 3      | 1         | 2      | 2:4  | 106:105 | 4    |
| 4. | Elodie Li Yuk Lo Nioun Chin, Natacha Rigobert | 3      | 0         | 3      | 0:6  | 57:126  | 3    |

| 28. červenec 2012 10:00 | Holtwick, Semmler | 2–0         | Háječková, Klapalová | Horse Guards Parade, Londýn Report: |
| 28. červenec 2012 10:00 | 21                | Set 1 Set 2 | 16 18                | Horse Guards Parade, Londýn Report: |

| 30. červenec 2012 9:00 | Háječková, Klapalová | 2–0         | Li Yuk Lo Nioun Chin, Rigobert | Horse Guards Parade, Londýn Report: |
| 30. červenec 2012 9:00 | 21                   | Set 1 Set 2 | 10 11                          | Horse Guards Parade, Londýn Report: |

| 1. srpen 2012 15:30 | Franca, Silva | 2–0         | Háječková, Klapalová | Horse Guards Parade, Londýn Report: |
| 1. srpen 2012 15:30 | 21            | Set 1 Set 2 | 12 18                | Horse Guards Parade, Londýn Report: |

Baráž o osmifinále
| 2. srpen 2012 22:00 | Háječková, Klapalová | 0–2         | Meppelink, Van Gestel | Horse Guards Parade, Londýn Report: |
| 2. srpen 2012 22:00 | 17                   | Set 1 Set 2 | 21                    | Horse Guards Parade, Londýn Report: |

Osmifinále
| 4. srpen 2012 18:00 | Antonelli, Rocha | 1–2               | Kolocová, Sluková | Horse Guards Parade, Londýn Report: |
| 4. srpen 2012 18:00 | 16 22 9          | Set 1 Set 2 Set 3 | 21 20 15          | Horse Guards Parade, Londýn Report: |

Čtvrtfinále
| 5. srpen 2012 22:00 | Kolocová, Sluková | 0–2         | Ross, Kessy | Horse Guards Parade, Londýn Report: |
| 5. srpen 2012 22:00 | 23 18             | Set 1 Set 2 | 25 21       | Horse Guards Parade, Londýn Report: |

### Vzpírání
Muži
| Vzpěrač    | Váha       | Trh   | Trh   | Trh   | Nadhoz | Nadhoz | Nadhoz | Celkem | Pořadí |
| Vzpěrač    | Váha       | 1     | 2     | 3     | 1      | 2      | 3      | Celkem | Pořadí |
| ---------- | ---------- | ----- | ----- | ----- | ------ | ------ | ------ | ------ | ------ |
| Jiří Orság | nad 105 kg | 182 O | 187 O | 190 X | 231 O  | 239 O  | 242 X  | 426    | 7.     |

### Zápas

#### Zápas řecko-římský (muži)
| Zápasník   | Váha     | Osmifinále     | Osmifinále | Čtvrtfinále | Čtvrtfinále | Pořadí |
| Zápasník   | Váha     | Soupeř         | Výsledek   | Soupeř      | Výsledek    | Pořadí |
| ---------- | -------- | -------------- | ---------- | ----------- | ----------- | ------ |
| David Vála | do 96 kg | Estrada Falcon | 1−3 (pp)   | –––         | –––         | 12.    |

- pp – po prodloužení